# 윤리학
윤리학(倫理學, 영어: Ethics)은 도덕 현상에 대한 철학적 연구이다. 도덕철학(道德哲學, moral philosophy)이라고도 불리며, 사람이 무엇을 해야 하는지 또는 어떤 행동이 도덕적으로 올바른지에 대한 규범적 질문을 탐구한다. 주요 분야로는 규범윤리학, 응용윤리학, 메타윤리학이 있다.
규범윤리학은 사람이 어떻게 행동해야 하는지를 지배하는 일반 원칙을 찾으려 한다. 응용윤리학은 낙태, 동물 대우, 기업 윤리와 같은 실제 상황에서의 구체적인 윤리적 문제를 다룬다. 메타윤리학은 윤리학의 근본 가정과 개념을 탐구한다. 이 학문은 객관적인 도덕적 사실이 존재하는지, 도덕적 지식이 어떻게 가능한지, 도덕적 판단이 사람들에게 어떻게 동기를 부여하는지 등을 묻는다. 영향력 있는 규범 이론으로는 결과주의, 의무론, 덕 윤리학이 있다. 결과주의에 따르면, 행동이 가장 좋은 결과를 가져올 때 그 행동은 옳다. 의무론자들은 행동 자체에 초점을 맞추며, 진실을 말하고 약속을 지키는 것과 같은 의무를 준수해야 한다고 말한다. 덕 윤리학은 용기와 연민 같은 미덕의 발현을 도덕의 근본 원칙으로 본다.
윤리학은 가치론과 밀접하게 관련되어 있으며, 가치론은 도구적 가치와 본래적 가치의 대비와 같이 가치의 본질과 유형을 연구한다. 도덕심리학은 관련 경험 분야이며, 도덕적 추론과 도덕적 성격 형성 등 도덕과 관련된 심리적 과정을 탐구한다. 기술윤리학은 다양한 사회에서 지배적인 도덕률과 신념을 설명하고 그 역사적 차원을 고려한다.
윤리학의 역사는 고대 이집트, 고대 인도, 고대 중국, 고대 그리스에서 윤리 원칙과 이론이 발전하면서 고대 시대에 시작되었다. 이 시기에는 힌두교, 불교, 유교, 도교와 관련된 윤리적 가르침과 소크라테스, 아리스토텔레스와 같은 철학자들의 기여가 나타났다. 중세에는 윤리 사상이 종교적 가르침에 크게 영향을 받았다. 근대에는 이러한 초점이 도덕적 경험, 행동의 이유, 행동의 결과와 관련된 보다 세속적인 접근 방식으로 전환되었다. 20세기에는 메타윤리학의 등장이 영향력 있는 발전이었다.

## 정의

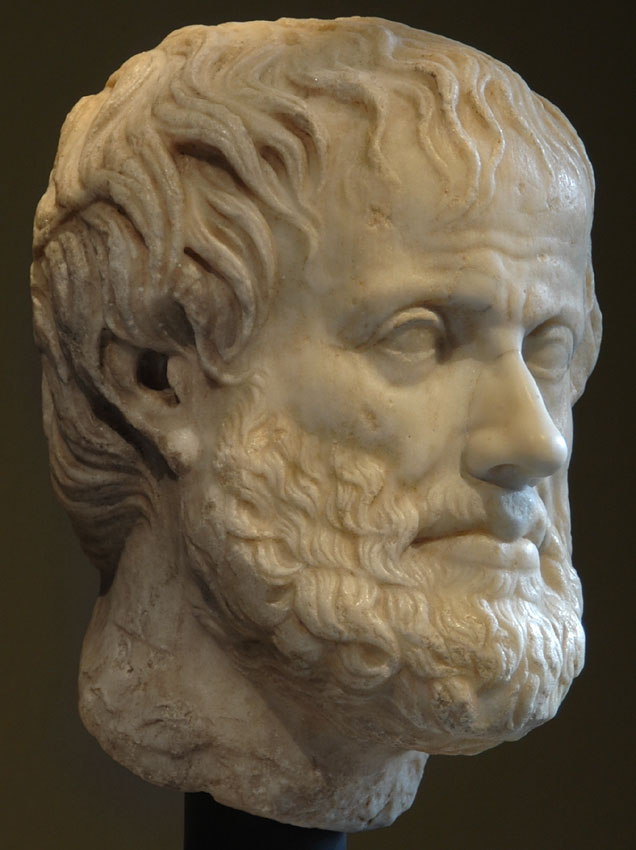
아리스토텔레스에 따르면, 좋은 삶을 사는 방법은 윤리학의 핵심 질문 중 하나이다.

윤리학은 도덕철학이라고도 불리며, 도덕 현상을 연구하는 학문이다. 윤리학은 철학의 주요 분야 중 하나로, 도덕의 본질과 행동, 성격, 제도의 도덕적 평가를 지배하는 원칙을 탐구한다. 윤리학은 사람들이 어떤 의무를 가지고 있는지, 어떤 행동이 옳고 그른지, 그리고 어떻게 선한 삶을 살아야 하는지를 탐구한다. 윤리학의 주요 질문 중 일부는 "어떻게 살아야 하는가?"와 "삶에 의미를 부여하는 것은 무엇인가?"이다. 현대 철학에서 윤리학은 일반적으로 규범윤리학, 응용윤리학, 메타윤리학으로 나뉜다.
도덕은 사람들이 실제로 행동하는 방식, 원하는 방식, 또는 사회적 관습이 요구하는 방식이 아니라 사람들이 해야 할 바에 관한 것이다. 이성적이고 체계적인 탐구 분야로서 윤리학은 사람들이 특정 방식으로 행동해야 하는 실질적인 이유를 연구한다. 대부분의 윤리 이론은 객관적으로 옳고 그른 것이 무엇인지에 대한 일반적인 관점을 표현하는 보편적인 원칙을 추구한다. 약간 다른 의미에서 '윤리'라는 용어는 아리스토텔레스 윤리학과 같이 도덕 원칙의 합리적 시스템 형태의 개별 윤리 이론과, 프로테스탄트 윤리 및 의료 윤리에서와 같이 특정 사회, 사회 집단 또는 직업이 따르는 도덕률을 지칭할 수도 있다.
한자 단어 윤리(倫理)는 인륜 륜(倫)과 다스릴 리(理)가 합쳐진 단어로, 《예기》 제19편 〈악기〉에서 “무릇 음(音)이란 사람의 마음에서 난 것이고, 악(樂)이란 윤리에 통하는것이다.”라는 기록에서 처음 등장한다. 《회남자》 21권 〈요략〉에서 “고금의 도를 이으며, 윤리의 차례를 다스린다”고 하여 고대 중국에서도 존재하던 개념임을 알 수 있다. 같은 의미로 조선왕조실록, 고려사, 승정원일기 등 한국의 사서에서도 사용된 바 있다. 영어의 ethics의 번역어로 선택된 것은 일본의 난학자들에 의한 것이다.
영어 단어 ethics는 고대 그리스어 단어인 êthos(ἦθος)에서 유래했는데, 이는 본래 '품성'과 '개인적 기질'을 의미한다. 이 단어는 고대 그리스어 단어 ēthikós(ἠθικός)를 낳았고, 라틴어로 ethica로 번역되어 15세기에 고대 프랑스어 용어 éthique를 통해 영어에 들어왔다. morality라는 용어는 라틴어 단어 moralis에서 유래했으며, 이는 '행동'과 '품성'을 의미한다. 이는 중세 영어 시기에 고대 프랑스어 용어 moralité를 통해 영어에 도입되었다.
윤리(ethics)와 도덕(morality)이라는 용어는 보통 같은 의미로 사용되지만 일부 철학자들은 이 둘을 구분한다. 한 관점에 따르면, 도덕은 사람들이 가져야 할 도덕적 의무에 초점을 맞추는 반면, 윤리는 더 넓은 개념으로 좋은 것과 의미 있는 삶을 사는 방법에 대한 생각을 포함한다. 또 다른 차이는 기업 윤리나 환경윤리학과 같이 특정 분야의 행동 강령은 보통 도덕(morality)보다는 윤리(ethics)로 지칭된다는 점이다.

## 규범윤리학
규범윤리학은 윤리적 행동에 대한 철학적 연구이며, 도덕의 근본 원칙을 탐구한다. 이는 일반적으로 행동이 옳고 그른지를 결정하는 보편적 또는 영역 독립적인 원칙의 형태로 "어떻게 살아야 하는가?"와 "사람들은 어떻게 행동해야 하는가?"와 같은 질문에 대한 일반적인 답을 찾고 정당화하는 것을 목표로 한다. 예를 들어, 장난으로 아이에게 불을 지르는 것이 잘못이라는 특정한 인상을 고려할 때, 규범윤리학은 이것이 왜 그런지를 설명하는 더 일반적인 원칙, 예를 들어 죄 없는 사람에게 극심한 고통을 주어서는 안 된다는 원칙을 찾는 것을 목표로 하며, 이 원칙 자체는 더 일반적인 원칙으로 설명될 수 있다. 많은 규범윤리 이론은 사람들이 도덕적 결정을 내리도록 돕는 방식으로 행동을 안내하는 것을 목표로 한다.
규범윤리학의 이론들은 사람들이 어떻게 행동해야 하는지 또는 어떤 종류의 행동이 올바른지를 명시한다. 이들은 사람들이 일반적으로 어떻게 행동하는지, 일반적인 사람들이 어떤 도덕적 신념을 가지고 있는지, 이러한 신념이 시간이 지남에 따라 어떻게 변하는지, 또는 특정 사회 집단에서 어떤 윤리 강령이 지켜지는지 등을 설명하는 것을 목표로 하지 않는다. 이러한 주제들은 기술윤리학에 속하며, 규범윤리학이 아닌 인류학, 사회학, 역사와 같은 분야에서 연구된다.
일부 규범윤리 시스템은 모든 가능한 경우를 포괄하는 단일 원칙에 도달한다. 다른 시스템은 모든 또는 적어도 가장 중요한 도덕적 고려 사항을 다루는 소수의 기본 규칙을 포함한다. 여러 기본 원칙을 가진 시스템의 한 가지 어려움은 이러한 원칙들이 어떤 경우에 서로 충돌하여 윤리적 딜레마를 초래할 수 있다는 점이다.
규범윤리학의 여러 이론들은 서로 다른 원칙들을 도덕의 기초로 제시한다. 가장 영향력 있는 세 학파는 결과주의, 의무론, 덕 윤리학이다. 이 학파들은 일반적으로 배타적인 대안으로 제시되지만, 정의 방식에 따라 서로 겹칠 수 있으며 반드시 서로를 배제하지는 않는다. 어떤 경우에는 이 학파들이 어떤 행동을 옳고 그른 것으로 보는지에 있어 차이가 있다. 다른 경우에는 같은 행동 방침을 추천하지만, 그 행동이 왜 옳은지에 대해 다른 정당화를 제공한다.

### 결과주의
결과주의(teleological ethics)는 도덕이 결과에 달려 있다고 말한다. 가장 일반적인 관점에 따르면, 어떤 행동이 최상의 미래를 가져올 때 그 행동은 옳다. 이는 더 나은 결과를 가져올 다른 행동 방침이 없다는 것을 의미한다. 결과주의 이론의 핵심 측면은 무엇이 좋은지를 특징화한 다음, 좋은 것을 기준으로 무엇이 옳은지를 정의한다는 것이다. 예를 들어, 고전적 공리주의는 쾌락이 좋고 가장 전반적인 쾌락으로 이어지는 행동이 옳다고 말한다. 결과주의는 18세기 후반 고전적 공리주의가 정립된 이래 간접적으로 논의되어 왔다. 이 용어가 G. E. M. 앤스콤에 의해 만들어진 20세기에 이 견해에 대한 보다 명시적인 분석이 이루어졌다.
결과주의자들은 일반적으로 행동의 결과를 그 영향의 총체성을 포함하는 매우 넓은 의미로 이해한다. 이는 행동이 다른 방식으로 존재하지 않았을 인과적 사건의 사슬을 발생시킴으로써 세상에 차이를 만든다는 생각에 기초한다. 결과주의 뒤에 있는 핵심 직관은 최상의 가능한 결과를 달성하기 위해 미래가 형성되어야 한다는 것이다.
행동 자체는 보통 결과의 일부로 간주되지 않는다. 이는 행동이 본래적 가치 또는 비가치를 가지고 있다면, 그것이 요인으로 포함되지 않는다는 것을 의미한다. 일부 결과주의자들은 이를 결함으로 보고, 모든 가치 관련 요인이 고려되어야 한다고 말한다. 그들은 행동 자체를 결과의 일부로 포함함으로써 이러한 복잡성을 피하려고 한다. 관련 접근법은 결과가 아닌 결과에 따라 결과주의를 특성화하는 것으로, 결과는 행동과 그 결과를 함께 정의된다.
대부분의 결과주의는 행위자 중립적이다. 이는 결과의 가치가 중립적인 관점에서 평가된다는 것을 의미한다. 즉, 행동은 행위자에게만 좋은 것이 아니라 일반적으로 좋은 결과를 가져와야 한다. 윤리적 이기주의와 같은 행위자 관련 도덕 이론이 결과주의의 유형으로 간주되어야 하는지는 논란의 여지가 있다.

#### 유형
결과주의에는 여러 유형이 있다. 이들은 평가하는 실체의 유형, 고려하는 결과, 그리고 결과의 가치를 결정하는 방식에 따라 다르다. 대부분의 이론은 행위의 도덕적 가치를 평가한다. 그러나 결과주의는 동기, 성격, 규칙, 정책을 평가하는 데에도 사용될 수 있다.
많은 유형은 행복 또는 고통을 증진하는지 여부에 따라 결과의 가치를 평가한다. 그러나 욕구 만족, 자주권, 자유, 지식, 우정, 미, 자기 완성 등 대안적인 평가 원칙도 있다. 일부 결과주의 형태는 단일한 가치원이 있다고 주장한다. 그중 가장 두드러진 것은 고전적 공리주의로, 행동의 도덕적 가치는 행동이 야기하는 쾌락과 고통에만 달려 있다고 말한다. 대안적인 접근법은 여러 다른 가치원천이 있으며, 이들이 모두 하나의 전반적인 가치에 기여한다고 말한다. 20세기 이전에는 결과주의자들이 가치의 총합 또는 총체적 선에만 관심을 가졌다. 20세기에는 가치 분포를 추가로 고려하는 대안적인 관점들이 개발되었다. 그중 하나는 총체적 선이 동일하더라도 재화의 균등한 분포가 불균등한 분포보다 낫다고 주장한다.
어떤 결과를 평가해야 하는지에 대한 의견 불일치가 있다. 중요한 구별은 행위 결과주의와 규칙 결과주의 사이이다. 행위 결과주의에 따르면, 행위의 결과가 그 도덕적 가치를 결정한다. 이는 행위의 결과와 그 도덕적 가치 사이에 직접적인 관계가 있다는 것을 의미한다. 반대로 규칙 결과주의는 행위가 특정 규칙 집합을 따를 때 옳다고 주장한다. 규칙 결과주의는 공동체 수준에서 규칙의 결과를 고려하여 최상의 규칙을 결정한다. 모든 공동체 구성원이 규칙을 따를 때 최상의 결과를 가져오는 규칙을 따라야 한다. 이는 행위와 그 결과 사이의 관계가 간접적임을 의미한다. 예를 들어, 진실을 말하는 것이 최상의 규칙 중 하나라면, 규칙 결과주의에 따르면 거짓말이 더 나은 결과를 가져올 특정 경우에도 진실을 말해야 한다.
또 다른 의견 불일치는 실제 결과주의와 예상 결과주의 사이이다. 전통적인 관점에 따르면, 행위의 실제 결과만이 그 도덕적 가치에 영향을 미친다. 이 관점의 한 가지 어려움은 많은 결과를 미리 알 수 없다는 것이다. 이는 어떤 경우에는 아무리 잘 계획되고 의도된 행위라도 의도치 않게 부정적인 결과를 초래하면 도덕적으로 잘못될 수 있다는 것을 의미한다. 대안적인 관점은 중요한 것은 실제 결과가 아니라 예상 결과라고 말한다. 이 관점은 무엇을 할지 결정할 때 사람들이 자신의 행동의 총체적 결과에 대한 제한된 지식에 의존해야 한다는 점을 고려한다. 이 관점에 따르면, 전체적으로 부정적인 결과로 이어졌음에도 불구하고, 예를 들어 부정적인 결과를 예측할 수 없었거나 그럴 가능성이 낮았기 때문에, 가장 높은 기댓값을 가졌다면 그 행동 방침은 긍정적인 도덕적 가치를 지닌다.
또 다른 차이점은 극대화 결과주의와 만족스러운 결과주의 사이이다. 극대화 결과주의에 따르면, 가장 좋은 가능한 행동만이 도덕적으로 허용된다. 이는 더 나은 결과를 가져올 대안이 있다면 긍정적인 결과를 가져오는 행동도 잘못되었다는 것을 의미한다. 극대화 결과주의에 대한 한 가지 비판은 사회적으로 기대되는 것보다 훨씬 더 많은 것을 요구함으로써 너무 많은 것을 요구한다는 것이다. 예를 들어, 좋은 급여를 받는 사람이 자선 단체에 소득의 70%를 기부하는 것이 최선의 행동이라면, 65%만 기부하는 것은 도덕적으로 잘못된 일일 것이다. 반대로 만족스러운 결과주의는 가능한 최선의 대안이 아니더라도 "충분히 좋은" 행동만 요구한다. 이 관점에 따르면, 도덕적으로 요구되는 것 이상을 할 수 있다.
고대 중국 철학의 묵가는 가장 초기 형태의 결과주의 중 하나이다. 기원전 5세기에 발생했으며, 정치적 행동이 국민의 복지를 증진하는 수단으로서 정의를 촉진해야 한다고 주장했다.

#### 공리주의
결과주의의 가장 잘 알려진 형태는 공리주의이다. 고전적 형태에서 공리주의는 행복을 내재적 가치의 유일한 원천으로 보는 행위 결과주의이다. 이는 행복을 늘리고 고통을 줄임으로써 "최대 다수의 최대 행복"을 생산할 때 어떤 행동이 도덕적으로 옳다는 것을 의미한다. 공리주의자들은 건강, 우정, 지식과 같은 다른 것들도 가치를 가진다는 것을 부정하지 않는다. 그러나 이들은 이러한 것들이 내재적 가치를 가진다는 것을 부정한다. 대신, 이들은 이러한 것들이 행복과 고통에 영향을 미치기 때문에 외재적 가치를 가진다고 말한다. 이 점에서 이들은 수단으로서 바람직하지만, 행복과는 달리 목적으로서는 바람직하지 않다. 쾌락이 내재적 가치를 가진 유일한 것이라는 견해를 윤리적 또는 평가적 쾌락주의라고 한다.
고전적 공리주의는 18세기 말 제러미 벤담이 처음 정립했으며, 존 스튜어트 밀이 더욱 발전시켰다. 벤담은 결과의 가치를 평가하기 위해 쾌락 계산법을 도입했다. 쾌락 계산법의 두 가지 핵심 측면은 쾌락의 강도와 지속 시간이다. 이 관점에 따르면, 쾌락적 경험은 강도가 높고 오랫동안 지속될 때 높은 가치를 지닌다. 벤담의 공리주의에 대한 일반적인 비판은 쾌락의 강도에 초점을 맞추는 것이 감각적 만족에만 몰두하는 비도덕적인 생활 방식을 조장한다는 것이었다. 밀은 이러한 비판에 대해 더 높은 쾌락과 더 낮은 쾌락을 구별함으로써 응답했다. 그는 책 읽기의 지적 만족과 같은 더 높은 쾌락이 음식과 음료의 감각적 즐거움과 같은 더 낮은 쾌락보다 강도와 지속 시간이 동일하더라도 더 가치 있다고 주장했다. 원래의 정립 이후, 행위 공리주의와 규칙 공리주의의 차이, 그리고 극대화 공리주의와 만족스러운 공리주의의 차이를 포함하여 공리주의의 많은 변형이 발전했다.

### 의무론
의무론은 일련의 도덕 규범이나 원칙에 따라 행위의 도덕적 옳고 그름을 평가한다. 이러한 규범은 모든 행위가 따라야 할 요구사항을 기술한다. 여기에는 진실을 말하고, 약속을 지키고, 다른 사람에게 의도적으로 해를 끼치지 않는 것과 같은 원칙이 포함될 수 있다. 결과주의와 달리, 의무론자들은 일반적인 도덕 원칙의 타당성이 그 결과에 직접적으로 의존하지 않는다고 주장한다. 그들은 이러한 원칙들이 행동이 본질적으로 옳거나 그른지를 표현하기 때문에 모든 경우에 따라야 한다고 말한다. 도덕 철학자 데이비드 로스에 따르면, 약속을 어기는 것이 해를 끼치지 않더라도 잘못된 것이다. 의무론자들은 어떤 행동이 옳은지에 관심이 있으며, 옳음과 좋음 사이에 간극이 있음을 종종 인정한다. 많은 사람들은 금지에 초점을 맞추고 어떤 행동이 어떤 상황에서도 금지되는지 설명한다.

#### 행위자 중심 및 환자 중심
행위자 중심 의무론 이론은 행위자와 그들이 가진 의무에 초점을 맞춘다. 행위자 중심 이론은 종종 사람들의 행동 뒤에 있는 동기와 의도에 초점을 맞추며, 올바른 이유로 행동하는 것의 중요성을 강조한다. 이들은 대개 행위자 상대적이며, 즉 사람들이 행동해야 할 이유가 개인적인 상황에 따라 달라진다는 것을 의미한다. 예를 들어, 부모는 자녀에 대해 특별한 의무를 가지지만, 모르는 아이에게는 이런 종류의 의무를 가지지 않는다. 반대로 환자 중심 이론은 행동에 의해 영향을 받는 사람들과 그들이 가진 권리에 초점을 맞춘다. 다른 사람들을 단순한 수단이 아니라 항상 목적으로 대해야 한다는 요구 사항이 한 예이다. 이 요구 사항은 예를 들어, 여러 다른 사람들의 생명을 구할 수 있는 행위라도 사람의 의지에 반하여 사람을 죽이는 것이 잘못되었다고 주장하는 데 사용될 수 있다. 환자 중심 의무론 이론은 일반적으로 행위자 중립적이며, 즉 그들의 특정 역할이나 위치에 관계없이 모든 상황의 모든 사람에게 동등하게 적용된다.

#### 칸트주의

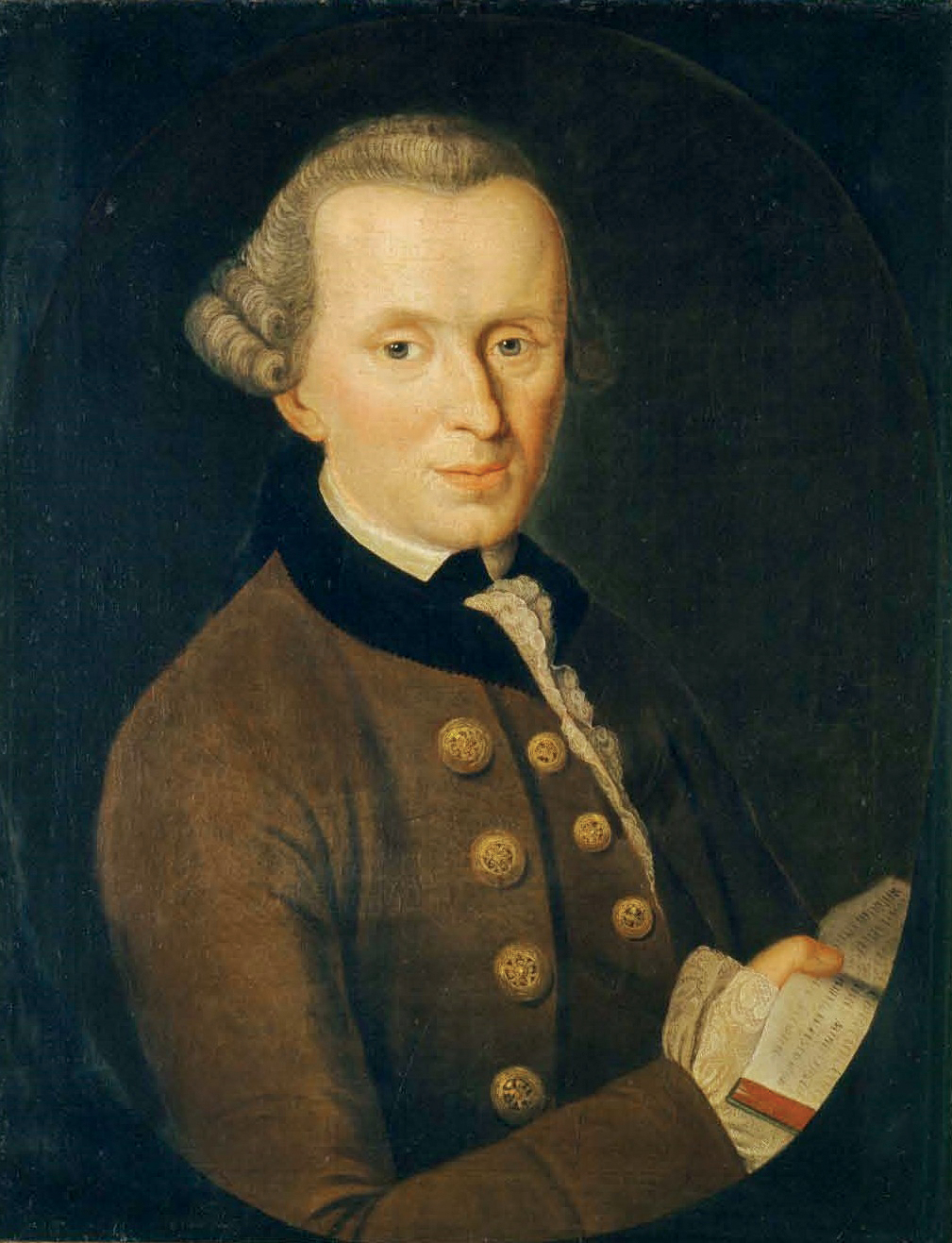
이마누엘 칸트는 모든 이성적 존재에게 적용되는 보편적인 법칙에 기반한 의무론적 체계를 정립했다.

이마누엘 칸트(1724–1804)는 가장 잘 알려진 의무론자 중 한 명이다. 그는 사람들이 바라는 결과, 예를 들어 행복해지는 것이 도덕적 행동의 주된 목적이 아니라고 말한다. 대신, 그는 사람들의 욕구와 상관없이 모든 사람에게 적용되는 보편적인 원칙이 있다고 주장한다. 그는 이러한 원칙들을 정언 명령이라는 용어로 사용하며, 이 원칙들은 실천 이성의 구조에 근원하며 모든 이성적 행위자에게 진리라고 말한다. 칸트에 따르면, 도덕적으로 행동하는 것은 이러한 원칙에 의해 표현되는 이성에 따라 행동하는 것이다. 반면, 이를 위반하는 것은 부도덕하고 비합리적인 것이다.
칸트는 정언 명령의 여러 형태를 제시했다. 한 형태는 사람이 격률을 보편화할 수 있는 경우에만 따라야 한다고 말한다. 이는 그 사람이 모든 사람이 보편적인 법칙으로서 동일한 격률을 따르기를 원할 것이라는 의미이다. 또 다른 형태는 다른 사람들을 항상 그 자체로 목적으로 대하고 결코 단순히 수단으로 대하지 않아야 한다고 말한다. 이 형태는 다른 사람들을 개인적인 목표 추구에 이용하는 대신, 그들 자체를 존중하고 가치 있게 여기는 것에 초점을 맞춘다.
어떤 경우든 칸트는 중요한 것은 선의지(good will)를 갖는 것이라고 말한다. 선의지를 가진 사람은 도덕 법칙을 존중하고 그것에 따라 자신의 의도와 동기를 형성한다. 칸트는 그렇게 동기 부여된 행동은 무조건적으로 선하며, 바람직하지 않은 결과를 초래하는 경우에도 선하다고 말한다.

#### 기타
신명론은 신이 도덕의 원천이라고 말한다. 이 학설은 도덕 법칙이 신의 명령이며, 도덕적으로 행동하는 것은 신의 뜻을 따르는 것이라고 주장한다. 모든 신명론자들은 도덕이 신에게 달려 있다는 데 동의하지만, 신의 명령의 정확한 내용에 대해서는 의견 불일치가 있으며, 다른 종교에 속하는 이론가들은 다른 도덕 법칙을 제안하는 경향이 있다. 예를 들어, 기독교 및 유대교 신명론자들은 십계명이 신의 뜻을 표현한다고 주장할 수 있는 반면, 이슬람교도들은 꾸란의 가르침에 이러한 역할을 부여할 수 있다.
계약주의자들은 도덕의 원천으로서 신에 대한 언급을 거부하고, 대신 도덕은 인간들 간의 명시적 또는 묵시적 사회 계약에 기반한다고 주장한다. 그들은 이 계약에 대한 실제 또는 가상적 승낙이 도덕적 규범과 의무의 원천이라고 말한다. 사람들이 어떤 의무를 가지는지 결정하기 위해 계약주의자들은 종종 이상적인 상황에서 합리적인 사람들이 무엇에 동의할 것인지에 대한 사고 실험에 의존한다. 예를 들어, 그들이 사람들이 거짓말을 해서는 안 된다는 데 동의한다면, 거짓말을 삼갈 도덕적 의무가 있는 것이다. 동의에 의존하기 때문에 계약주의는 종종 환자 중심 의무론의 한 형태로 이해된다. 유명한 사회 계약 이론가로는 토머스 홉스, 존 로크, 장자크 루소, 존 롤스가 있다.

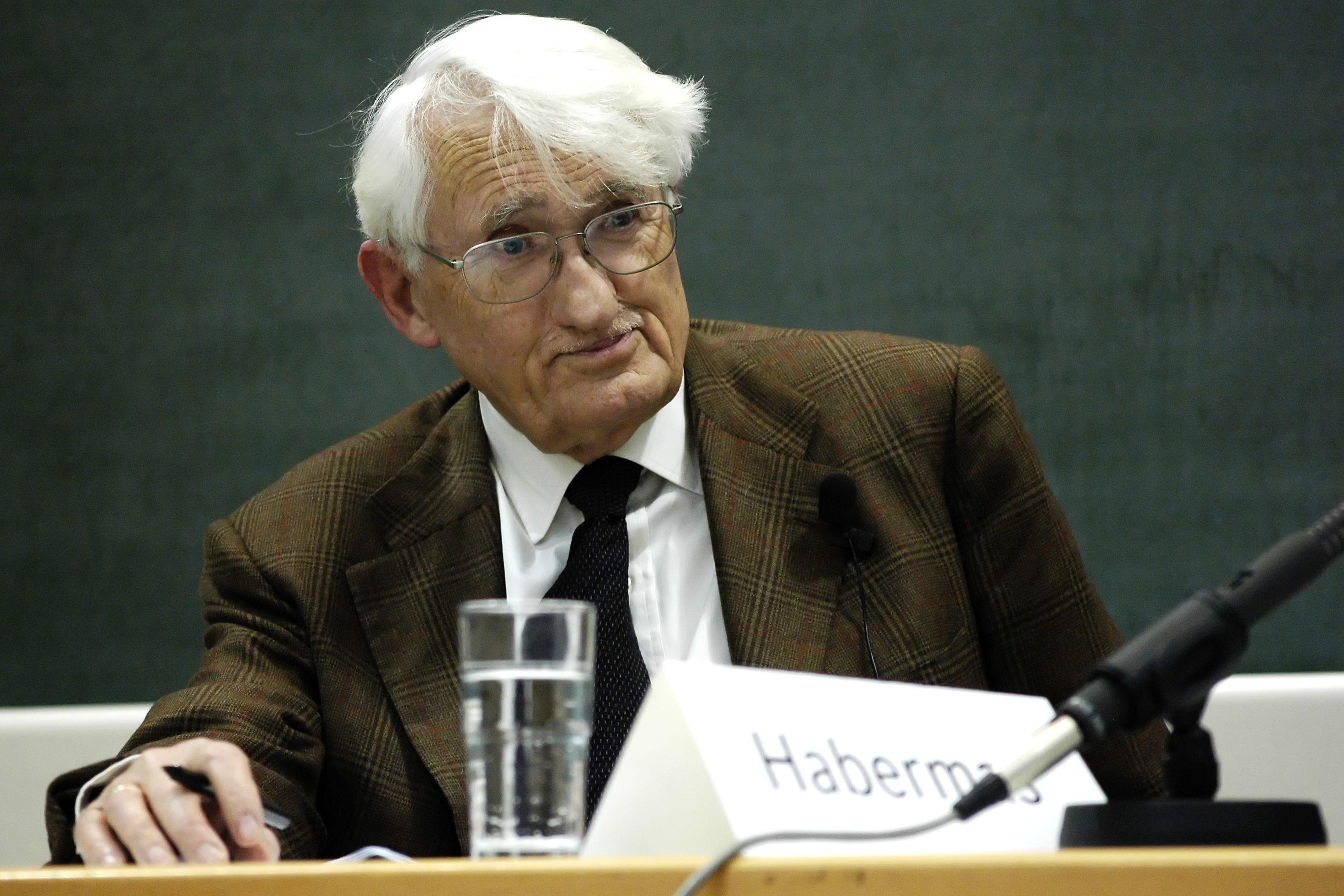
위르겐 하버마스가 정립한 담론 윤리에 따르면, 도덕 규범은 사회 내의 합리적 담론을 통해 정당화된다.

담론 윤리도 도덕 규범에 대한 사회적 합의에 초점을 맞추지만, 이 합의가 의사소통적 합리성에 기반한다고 말한다. 담론 윤리는 다양한 관점을 포괄하는 다원주의 현대 사회의 도덕 규범에 도달하는 것을 목표로 한다. 보편적 도덕 규범은 모든 합리적 담론 참여자가 승인하거나 승인할 경우 유효한 것으로 간주된다. 이로써 도덕은 단일한 도덕적 권위에 의해 부과되는 것이 아니라, 사회 내의 도덕적 담론에서 발생한다. 이러한 담론은 공정성과 포괄성을 보장하기 위해 이상적 발화 상황을 구축하는 것을 목표로 해야 한다. 특히, 이는 담론 참여자가 강압 없이 다양한 의견을 자유롭게 표현할 수 있어야 하며, 동시에 합리적 논증을 사용하여 이를 정당화해야 함을 의미한다.

### 덕 윤리학
덕 윤리학의 주된 관심사는 미덕이 행동에서 어떻게 표현되는지이다. 따라서 덕 윤리학은 행동의 결과나 보편적인 도덕적 의무에 직접적으로 관심이 없다. 미덕은 정직, 용기, 친절, 연민과 같은 긍정적인 성격이다. 미덕은 일반적으로 특정 방식으로 온전히 헌신함으로써 특정 방식으로 느끼고, 결정하고, 행동하는 성향으로 이해된다. 미덕은 해로운 반대 개념인 악덕과 대조된다.
덕 이론가들은 일반적으로 미덕을 단순히 소유하는 것만으로는 충분하지 않다고 말한다. 대신, 사람들은 행동으로 미덕을 나타내야 한다. 중요한 요소는 언제, 어떻게, 어떤 미덕을 표현해야 하는지를 아는 실천적 지혜이다. 예를 들어, 실천적 지혜의 부족은 용감한 사람들이 피해야 할 불필요한 위험을 감수함으로써 도덕적으로 잘못된 행동을 하도록 이끌 수 있다.
덕 윤리학의 유형은 미덕과 실천적 삶에서의 역할을 이해하는 방식에 따라 다르다. 에우다이모니즘은 고대 그리스 철학에서 발전한 덕 이론의 원형으로, 덕스러운 행동과 행복 사이의 밀접한 관계를 그린다. 이는 사람들이 덕스러운 삶을 살아감으로써 번성한다고 말한다. 에우다이모니즘 이론은 종종 미덕이 인간 본성에 내재된 긍정적인 잠재력이며, 이러한 잠재력을 실현하는 것이 좋고 행복한 삶을 영위하는 결과를 가져온다고 주장한다. 반면에 행위자 기반 이론은 행복을 단지 부수적인 효과로 보고, 행동 시에 표현되는 존경할 만한 특성과 동기 부여적 특성에 초점을 맞춘다. 이는 종종 뛰어난 개인으로부터 그러한 특성이 무엇인지 배울 수 있다는 생각과 결합된다. 페미니스트 돌봄 윤리는 덕 윤리학의 또 다른 형태이다. 이들은 인간 관계의 중요성을 강조하며, 다른 사람들의 웰빙을 보살피는 박애주의가 핵심적인 미덕 중 하나라고 말한다.
고대 철학에서 덕 윤리학의 영향력 있는 학파는 아리스토텔레스주의와 스토아 학파였다. 아리스토텔레스(기원전 384–322년)에 따르면, 각 미덕은 두 가지 유형의 악덕, 즉 과잉과 결핍 사이의 황금 평균이다. 예를 들어, 용기는 비겁이라는 부족한 상태와 무모함이라는 과도한 상태 사이에 놓인 미덕이다. 아리스토텔레스는 덕스러운 행동이 행복으로 이어지고 사람들이 삶에서 번성하게 한다고 주장했다. 스토아 학파는 기원전 300년경에 등장했으며, 미덕을 통해서만 사람들이 감정적 혼란으로부터 자유로운 평화로운 마음 상태로 특징지어지는 행복을 얻을 수 있다고 가르쳤다. 스토아 학파는 이 상태를 달성하기 위해 합리성과 자기 통제를 옹호했다. 20세기에는 엘리자베스 앤스콤, 필리파 풋, 앨러스터 매킨타이어, 마사 누스바움과 같은 철학자들 덕분에 덕 윤리학이 부활했다.

### 다른 전통들
세 가지 주요 전통 외에도 규범윤리학에는 여러 다른 학파가 있다. 실용주의 윤리는 실천의 역할에 초점을 맞추며, 윤리학의 핵심 과제 중 하나는 구체적인 상황에서 실질적인 문제를 해결하는 것이라고 주장한다. 이는 결과에 초점을 맞추는 공리주의와 유사한 점이 있지만, 도덕이 사회적, 문화적 맥락에 어떻게 내재되고 상대적인지에 더 집중한다. 실용주의자들은 의식적인 숙고보다 습관에 더 중요성을 부여하고, 도덕을 올바른 방식으로 형성되어야 할 습관으로 이해한다.
포스트모던 윤리학은 도덕의 문화 상대성에 대해 실용주의 윤리학과 동의한다. 이들은 모든 문화와 전통에 보편적으로 적용되는 객관적인 도덕 원칙이 있다는 생각을 거부한다. 이들은 도덕 자체가 비합리적이며 인간이 도덕적으로 양면적인 존재이므로 일관된 윤리 강령은 존재하지 않는다고 주장한다. 대신 포스트모던 윤리학은 다른 사람들을 만날 때 특정 상황에서 도덕적 요구가 어떻게 발생하는지에 초점을 맞춘다.

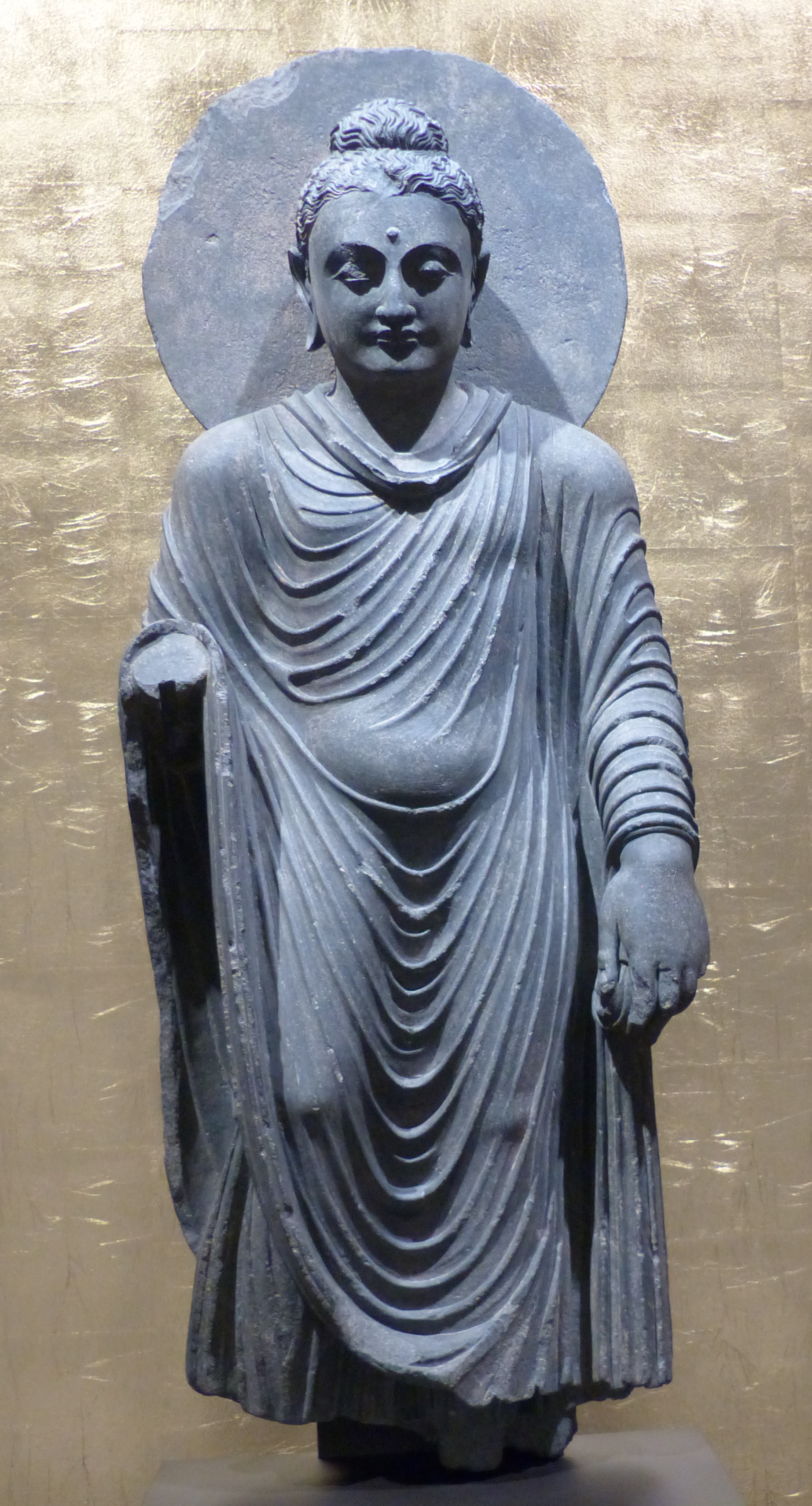
불교 윤리의 핵심 요소는 연민과 자애의 수행이다.

윤리적 이기주의는 사람들이 자기 이익을 위해 행동해야 한다는 견해이거나, 어떤 행동이 자신의 이익을 위해 행동할 때 도덕적으로 옳다는 견해이다. 이는 사람들이 실제로 자기 이익을 추구한다고 주장하면서도 그렇게 해야 한다고 주장하지 않는 심리 이기주의와 다르다. 윤리적 이기주의자들은 일반적으로 받아들여지는 도덕적 기대에 따라 행동하고 다른 사람들에게 이익을 줄 수 있다. 예를 들어, 약속을 지키고, 친구를 돕고, 다른 사람들과 협력하는 방식으로 말이다. 그러나 이들은 자기 이익을 증진하는 수단으로서만 그렇게 한다. 윤리적 이기주의는 종종 부도덕하고 모순적인 입장이라는 비판을 받는다.
규범윤리학은 대부분의 종교에서 핵심적인 위치를 차지한다. 유대 윤리의 핵심 측면은 토라에 나오는 613가지 신의 계명과 사회 복지에 대한 책임을 따르는 것이다. 기독교 윤리는 정확한 율법을 따르는 것을 덜 강조하고, 대신 "네 이웃을 네 몸과 같이 사랑하라"는 가장 큰 계명과 같은 이타적 사랑의 실천을 가르친다. 이슬람의 다섯 기둥은 이슬람 윤리의 기본 틀을 구성하며, 신앙, 기도, 자선, 라마단 기간 동안의 금식, 메카 순례의 실천에 초점을 맞춘다.
불교도들은 모든 감각 있는 존재에 대한 연민과 자애의 중요성을 강조한다. 비슷한 관점은 비폭력을 주요 미덕으로 삼는 자이나교에서도 발견된다. 힌두 윤리의 핵심 측면은 의무이며, 이는 개인의 사회 계층과 생활 단계에 따라 달라질 수 있는 사회적 의무를 이행하는 것에 관한 것이다. 유교는 사회 내의 조화를 크게 강조하며, 인을 핵심 미덕으로 본다. 도교는 조화로운 삶의 중요성을 전 세계로 확장하며, 사람들이 우주의 자연스러운 흐름을 따름으로써 무위 행동을 실천해야 한다고 가르친다. 미국 원주민 철학과 아프리카의 우분투 철학과 같은 토착 신념 체계는 종종 모든 살아있는 존재와 환경의 상호 연결성을 강조하며, 자연과 조화를 이루며 사는 것의 중요성을 강조한다.

## 메타윤리학
메타윤리학은 도덕적 판단, 개념 및 가치의 본질, 기초 및 범위를 탐구하는 윤리학의 한 분야이다. 이 학문은 어떤 행동이 옳은지에 관심이 있는 것이 아니라, 행동이 옳다는 것이 무엇을 의미하며 도덕적 판단이 객관적이며 전혀 진리일 수 있는지에 관심이 있다. 또한, 도덕 및 기타 도덕 용어의 의미를 탐구한다. 메타윤리학은 규범윤리학의 근본 가정을 탐구함으로써 더 높은 추상화 수준에서 작동하는 메타이론이다. 메타윤리학 이론은 일반적으로 어떤 규범 윤리 이론이 정확한지 직접적으로 판단하지 않는다. 그러나 메타윤리 이론은 그 기초 원칙을 검토함으로써 규범 이론에 여전히 영향을 미칠 수 있다.
메타윤리학은 철학의 다양한 분야와 겹친다. 존재론적 수준에서, 윤리적 가치와 원칙이 객관적 도덕적 사실로서 존재하는지 여부를 검토한다. 의미론과 관련하여, 도덕 용어의 의미는 무엇이며 도덕 진술이 진릿값을 가지는지 묻는다. 메타윤리학의 인식론적 측면은 사람들이 도덕적 지식을 획득할 수 있는지 여부와 방법을 논의한다. 메타윤리학은 도덕적 판단이 사람들에게 행동 동기를 어떻게 부여하는지에 대한 관심 때문에 심리학과 겹친다. 또한, 문화 간 차이가 도덕적 평가에 어떻게 영향을 미치는지 설명하는 것을 목표로 하므로 인류학과도 겹친다.

### 기본 개념

의무 사각형은 행위의 가능한 도덕적 상태 간의 관계를 시각화한다.

메타윤리학은 기본적인 윤리 개념과 그 관계를 탐구한다. 윤리학은 주로 실제에 대한 서술적 진술과 대조적으로, 무엇이 당위인지에 대한 규범적 진술에 관심을 둔다. 의무와 의무는 사람들이 해야 할 것의 요구 사항을 표현한다. 의무는 때때로 항상 동반하는 권리의 대응물로 정의된다. 이 관점에 따르면, 다른 사람이 그 혜택을 받을 권리가 있다면, 누군가는 다른 사람에게 혜택을 줄 의무가 있다.
의무와 허용은 서로를 통해 정의될 수 있는 대조적인 용어이다. 즉, 어떤 것을 할 의무가 있다는 것은 그것을 하지 않는 것이 허용되지 않는다는 것을 의미하고, 어떤 것을 하는 것이 허용된다는 것은 그것을 하지 않을 의무가 없다는 것을 의미한다. 일부 이론가들은 의무를 가치 또는 선이라는 관점에서 정의한다. 일반적인 의미로 사용될 때, 선은 악과 대조된다. 사람들과 그들의 의도를 묘사할 때, 악이라는 용어는 때때로 나쁜 것 대신 사용된다.
의무는 행동, 동기, 성격의 도덕적 상태를 평가하는 데 사용된다. 어떤 행동이 개인의 의무와 일치하면 도덕적으로 옳고, 이를 위반하면 도덕적으로 그르다. 초과 의무 행위는 행위자가 도덕적으로 요구되는 것 이상을 행하는 경우에 적용되는 특별한 도덕적 상태이다. 어떤 행동에 대해 도덕적 책임이 있다는 것은 일반적으로 그 사람이 특정 능력이나 어떤 형태의 통제력을 소유하고 행사한다는 것을 의미한다. 만약 어떤 사람이 도덕적 책임이 있다면, 예를 들어 그들을 칭찬하거나 비난하는 것과 같은 특정 방식으로 그들에게 반응하는 것이 적절하다.

### 실재론, 상대주의, 허무주의
메타윤리학의 주요 논쟁은 도덕의 존재론적 지위에 관한 것으로, 윤리적 가치와 원칙이 실제하는지 여부를 질문한다. 이는 도덕적 속성이 개인적인 선호나 문화적 규범의 주관적 구성 또는 표현이 아니라, 인간의 마음과 문화와 독립적인 객관적인 특징으로서 존재하는지 여부를 검토한다.
도덕 실재론자들은 객관적인 도덕적 사실이 존재한다는 주장을 받아들인다. 이 관점은 도덕적 가치가 현실의 정신 독립적인 측면이며, 주어진 행동이 옳고 그른지에 대한 절대적인 사실이 존재한다는 것을 의미한다. 이 관점의 결과는 도덕적 요구 사항이 비도덕적 사실과 동일한 존재론적 지위를 가진다는 것이다. 즉, 어떤 것이 직사각형인지가 객관적인 사실인 것처럼, 약속을 지켜야 할 의무가 있는지 여부도 객관적인 사실이다. 도덕 실재론은 모든 사람에게 동등하게 적용되는 보편적인 윤리 원칙이 존재한다는 주장과 종종 연관된다. 이는 두 사람이 도덕적 평가에 대해 동의하지 않는다면, 적어도 한 사람은 틀렸다는 것을 의미한다. 이러한 관찰은 도덕적 불일치가 대부분의 분야에서 널리 퍼져 있기 때문에 때때로 도덕 실재론에 대한 반론으로 받아들여진다.
도덕 상대주의자들은 도덕이 현실의 객관적인 특징이라는 생각을 거부한다. 대신, 그들은 도덕적 원칙이 인간의 발명품이라고 주장한다. 이는 행동이 객관적으로 옳거나 그른 것이 아니라, 특정 관점에 상대적으로만 주관적으로 옳거나 그르다는 것을 의미한다. 도덕적 관점은 개인, 문화, 역사적 시대에 따라 다를 수 있다. 예를 들어, "노예 제도는 잘못이다" 또는 "자살은 허용된다"와 같은 도덕적 진술은 한 문화에서는 참일 수 있고 다른 문화에서는 거짓일 수 있다. 일부 도덕 상대주의자들은 도덕 체계가 사회적 조화와 같은 특정 목표를 달성하기 위해 구성된다고 말한다. 이 관점에 따르면, 다른 사회와 사회 내의 다른 사회 집단은 서로 다른 목적에 따라 다른 도덕 체계를 구성한다. 정서주의는 다른 설명을 제공하는데, 도덕이 모든 사람에게 동일하지 않은 도덕적 감정에서 비롯된다고 말한다.
도덕적 허무주의자들은 도덕적 사실의 존재를 부정한다. 그들은 도덕 실재론이 옹호하는 객관적인 도덕적 사실과 도덕 상대주의가 옹호하는 주관적인 도덕적 사실의 존재를 모두 거부한다. 그들은 도덕적 주장의 근본 가정이 잘못되었다고 믿는다. 일부 도덕적 허무주의자들은 이로부터 모든 것이 허용된다고 결론 내린다. 약간 다른 견해는 도덕적 허무주의가 허용되고 금지되는 것에 대한 도덕적 입장이 아니라, 모든 도덕적 입장을 거부하는 것이라는 점을 강조한다. 도덕적 허무주의는 도덕적 상대주의와 마찬가지로 사람들이 다른 관점에서 행동을 옳고 그른 것으로 판단한다는 것을 인식한다. 그러나 이러한 행위가 도덕과 관련이 있다는 것을 부정하고, 단순히 인간 행동의 한 유형으로 본다.

#### 자연주의와 비자연주의
도덕 실재론자들 사이의 핵심적인 의견 불일치는 자연주의와 비자연주의 사이이다. 자연주의는 도덕적 속성이 자연적 속성이며 경험적 관찰을 통해 접근 가능하다고 말한다. 이들은 색깔이나 모양과 같이 자연과학에서 탐구하는 자연적 속성과 유사하다. 일부 도덕적 자연주의자들은 도덕적 속성이 독특하고 기본적인 유형의 자연적 속성이라고 주장한다. 또 다른 견해는 도덕적 속성이 실재하지만 현실의 근본적인 부분이 아니며, 쾌락과 고통의 원인을 설명하는 속성과 같이 다른 자연적 속성으로 환원될 수 있다고 말한다.
비자연주의는 도덕적 속성이 현실의 일부를 형성하며, 도덕적 특징이 자연적 속성과 동일하거나 환원될 수 없다고 주장한다. 이러한 견해는 보통 도덕적 속성이 무엇이 발생해야 하는지를 표현하기 때문에 독특하다는 생각에 의해 동기 부여된다. 이 입장의 지지자들은 종종 자연적 실체로 윤리를 정의하거나 서술적 진술에서 규범적 진술을 추론하는 것이 자연주의적 오류라는 주장을 통해 이러한 독특성을 강조한다.

### 인지주의와 비인지주의
인지주의와 비인지주의 사이의 메타윤리학적 논쟁은 도덕적 진술의 의미에 관한 것이며 의미론 연구의 일부이다. 인지주의에 따르면, "낙태는 도덕적으로 잘못이다"와 "전쟁에 나가는 것은 결코 도덕적으로 정당화되지 않는다"와 같은 도덕적 진술은 모두 참 또는 거짓이라는 진릿값을 가진다는 점에서 진리 적합적이다. 인지주의는 도덕적 진술이 진릿값을 가진다고 주장하지만, 어떤 진릿값을 가지는지는 관심이 없다. 도덕적 진술은 "낙태는 의료 절차이다" 또는 "전쟁에 나가는 것은 정치적 결정이다"와 같이 진릿값을 가지는 다른 진술과 유사하기 때문에 종종 기본 입장으로 간주된다.
인지주의의 의미론적 이론과 도덕 실재론의 존재론적 이론 사이에는 밀접한 관계가 있다. 도덕 실재론자들은 도덕적 사실이 존재한다고 주장한다. 이는 도덕적 진술이 왜 참 또는 거짓인지를 설명하는 데 사용될 수 있다. 즉, 진술은 사실과 일치하면 참이고, 그렇지 않으면 거짓이다. 결과적으로, 한 이론을 받아들이는 철학자들은 종종 다른 이론도 받아들인다. 예외는 모든 도덕적 진술이 거짓이라고 주장함으로써 인지주의를 도덕적 허무주의와 결합하는 오류 이론이다. 왜냐하면 도덕적 사실이 없기 때문이다.
비인지주의는 도덕적 진술이 진릿값이 없다는 견해이다. 이 관점에 따르면, "살인은 잘못이다"라는 진술은 참도 거짓도 아니다. 일부 비인지주의자들은 도덕적 진술이 전혀 의미가 없다고 주장한다. 다른 해석은 그들이 다른 종류의 의미를 가지고 있다는 것이다. 정서주의는 그들이 정서적 태도를 표현한다고 말한다. 이 관점에 따르면, "살인은 잘못이다"라는 진술은 화자가 살인에 대해 부정적인 도덕적 태도를 가지고 있거나 그것을 비난한다는 것을 표현한다. 반대로 지시주의는 도덕적 진술을 명령으로 이해한다. 이 관점에 따르면, "살인은 잘못이다"라고 진술하는 것은 "살인하지 말라"와 같은 명령을 표현한다.

### 도덕적 지식
윤리학의 인식론은 도덕적 진리를 알 수 있는지 여부와 방법을 연구한다. 토대주의적 관점은 일부 도덕적 신념이 기본적이며 더 이상의 정당화를 필요로 하지 않는다고 말한다. 윤리적 직관주의는 인간이 옳고 그름을 구별할 수 있는 특별한 인지 능력을 가지고 있다고 말하는 그러한 관점 중 하나이다. 직관주의자들은 "거짓말은 잘못이다"와 같은 일반적인 도덕적 진리가 자명하며, 경험적 경험에 의존하지 않고도 그것들을 알 수 있다고 종종 주장한다. 다른 토대주의적 입장은 일반적인 직관보다는 특정한 관찰에 초점을 맞춘다. 이는 사람들이 구체적인 도덕적 상황에 직면했을 때 옳거나 그른 행동이 관련되어 있었는지 인식할 수 있다고 말한다.
토대주의자들과 달리, 정합론자들은 기본적인 도덕적 신념이 없다고 말한다. 그들은 신념이 복잡한 네트워크를 형성하고 상호 지원하며 정당화한다고 주장한다. 이 관점에 따르면, 도덕적 신념은 네트워크 내의 다른 신념들과 일관될 때에만 지식으로 인정될 수 있다. 도덕적 회의주의자들은 사람들이 옳고 그른 행동을 구별할 수 없다고 말하며, 이로써 도덕적 지식이 가능하다는 생각을 거부한다. 도덕적 회의주의 비판가들의 일반적인 반론은 그것이 부도덕한 행동으로 이어진다는 것이다.

광차 문제는 해를 가하는 것과 허용하는 것 사이의 도덕적 차이에 대한 사고 실험이다.

철학적 방법론에서 사고 실험은 경쟁 이론들 사이에서 선택하는 데 사용된다. 사고 실험은 일반적으로 윤리적 딜레마가 관련된 상상된 상황을 제시하고, 그 상황의 특정 세부 사항에 따라 사람들의 옳고 그름에 대한 직관이 어떻게 변하는지 탐구한다. 예를 들어, 필리파 풋의 광차 문제에서 한 사람은 스위치를 돌려 전차를 한 트랙에서 다른 트랙으로 전환하여 한 사람의 생명을 희생시켜 다섯 명을 구할 수 있다. 이 시나리오는 해를 가하는 것과 허용하는 것 사이의 차이가 도덕적 의무에 어떻게 영향을 미치는지 탐구한다. 주디스 자비스 톰슨이 제안한 또 다른 사고 실험은 사람의 동의 없이 아픈 바이올리니스트에게 연결되는 상황을 상상하여 낙태의 도덕적 함의를 탐구한다. 이 시나리오에서 연결을 끊으면 바이올리니스트는 죽는데, 이는 낙태의 경우 태아가 죽는 것과 유사하다. 이 사고 실험은 다음 9개월 이내에 연결을 끊는 것이 도덕적으로 허용될 것인지 탐구한다.

### 도덕적 동기
심리학적 수준에서 메타윤리학은 도덕적 신념과 경험이 행동에 어떻게 영향을 미치는지에 관심이 있다. 동기적 내재주의에 따르면, 도덕적 판단과 행동 사이에는 직접적인 연결이 있다. 이는 무엇이 옳은지에 대한 모든 판단이 그에 따라 행동하도록 동기를 부여한다는 것을 의미한다. 예를 들어, 소크라테스는 사람이 그것이 악하다는 것을 모를 때만 악한 행동을 할 수 있다고 주장함으로써 강한 형태의 동기적 내재주의를 옹호한다. 약한 형태의 동기적 내재주의는 사람들이 예를 들어 의지박약 때문에 자신의 도덕적 판단에 반하여 행동할 수 있다고 말한다. 동기적 외재주의자들은 사람들이 어떤 행동이 도덕적으로 요구된다고 판단하면서도 그 행동에 참여할 이유를 느끼지 않을 수 있다는 것을 받아들인다. 이는 도덕적 판단이 항상 동기적 힘을 제공하지는 않는다는 것을 의미한다. 밀접하게 관련된 질문은 도덕적 판단이 스스로 동기를 부여할 수 있는지 또는 도덕적으로 행동하려는 욕구와 같은 다른 정신 상태를 동반해야 하는지 여부이다.

## 응용윤리학
응용윤리학은 실천윤리학이라고도 불리며, 실제 상황에서 마주치는 구체적인 도덕적 문제를 탐구하는 윤리학 및 응용 철학의 한 분야이다. 규범윤리학과 달리, 보편적인 윤리 원칙을 발견하거나 정당화하는 데 관심이 없다. 대신, 이러한 원칙들이 실제 생활의 특정 영역에 어떻게 적용될 수 있는지, 이 분야에서 어떤 결과를 가져오는지, 그리고 추가적인 영역별 요소를 고려해야 하는지 여부를 연구한다.

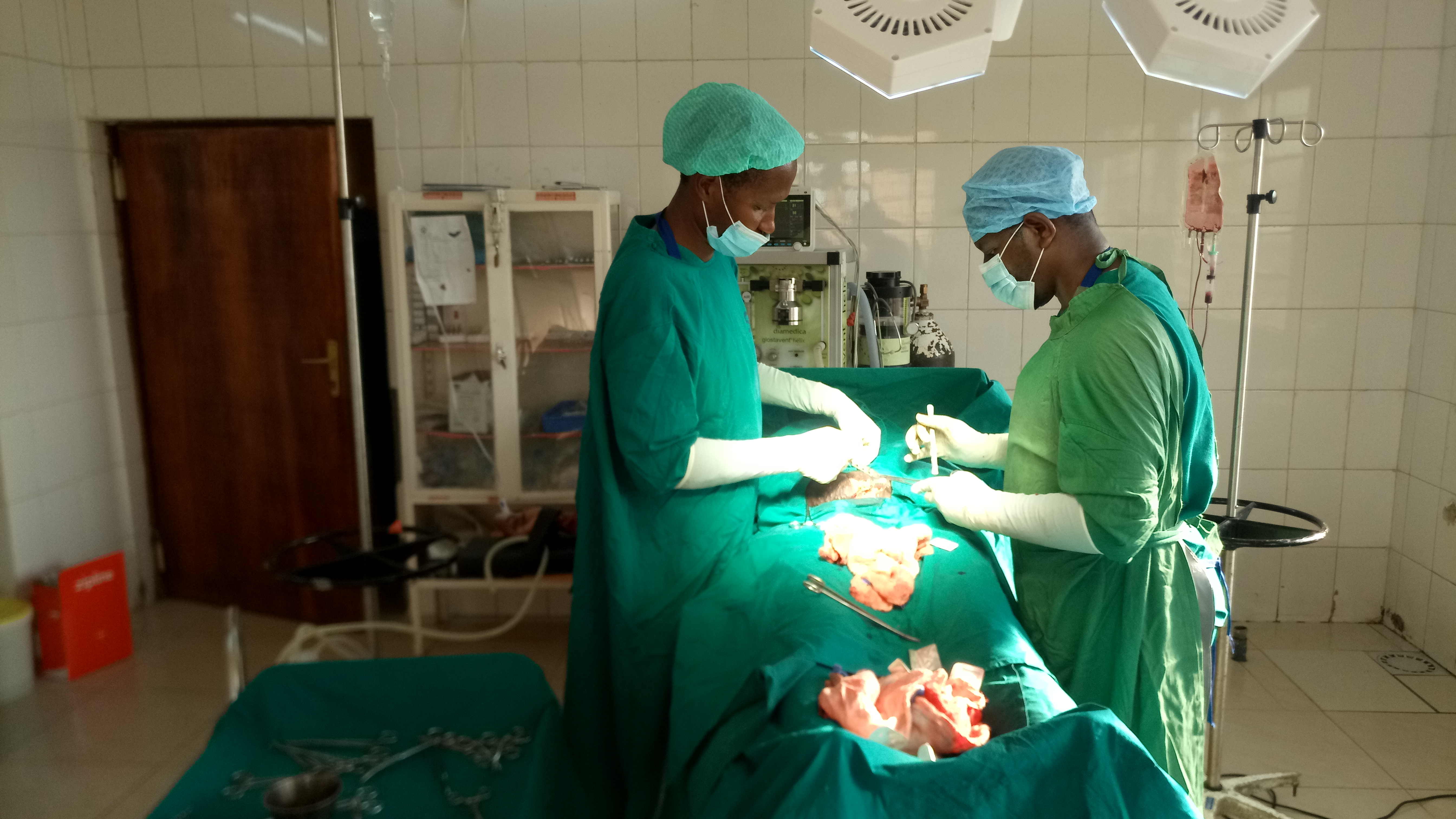
응용윤리학의 어려움 중 하나는 일반적인 윤리 원칙을 의료 시술과 같은 구체적인 상황에 어떻게 적용할 것인지를 결정하는 것이다.

응용윤리학의 주요 과제 중 하나는 추상적인 보편적 이론과 이를 구체적인 상황에 적용하는 것 사이의 간극을 메우는 것이다. 예를 들어, 칸트주의나 공리주의에 대한 깊이 있는 이해만으로는 낙태와 같은 의료 절차의 도덕적 함의를 분석하는 방법을 결정하기에는 일반적으로 충분하지 않다. 한 가지 이유는 모든 사람의 인간성을 존중해야 한다는 칸트의 요구 사항이 태아에게 어떻게 적용되는지, 또는 공리주의적 관점에서 최대 다수의 최대 행복이라는 측면에서 장기적인 결과가 무엇인지 명확하지 않을 수 있기 때문이다. 이러한 어려움은 보편적인 윤리 원칙에서 시작하여 특정 영역 내의 특정 사례에 적용하는 하향식 방법론을 사용하는 응용 윤리학자들에게 특히 관련이 있다. 다른 접근 방식은 사례 연구로 알려진 상향식 방법론을 사용하는 것이다. 이 방법은 보편적인 원칙에서 시작하지 않고 특정 사례에 대한 도덕적 직관에서 시작한다. 이는 다른 영역에는 적용되지 않을 수 있는 특정 영역과 관련된 도덕적 원칙에 도달하는 것을 목표로 한다. 어느 경우든, 응용윤리학에 대한 연구는 종종 개인이 상충되는 도덕적 요구 사항에 직면하는 윤리적 딜레마에 의해 촉발된다.
응용윤리학은 가정과 친밀한 관계에서의 올바른 행동과 같은 사적 영역의 문제와 새로운 기술이 제기하는 도덕적 문제 및 미래 세대에 대한 의무와 같은 공공 영역의 문제를 모두 다룬다. 주요 분야로는 생명윤리학, 기업 윤리, 직업 윤리가 있다. 다른 많은 분야가 있으며, 이들의 탐구 영역은 종종 겹친다.

### 생명윤리학
생명윤리학은 살아있는 유기체와 생물학적 학문과 관련된 도덕적 문제를 다룬다. 생명윤리학의 핵심 문제는 의식, 쾌락과 고통을 느낄 수 있는 능력, 합리성, 그리고 인격과 같은 특징이 실체의 도덕적 지위에 어떻게 영향을 미치는가이다. 이러한 차이점은 예를 들어, 돌과 같은 비생명체와 식물과 같은 비감각적 존재를 동물과 대조하여 어떻게 대우해야 하는지, 그리고 인간이 다른 동물과 다른 도덕적 지위를 가지는지 여부에 관한 것이다. 인간중심주의에 따르면, 오직 인간만이 기본적인 도덕적 지위를 가진다. 이는 다른 모든 실체는 인간의 삶에 영향을 미치는 한에서만 파생적인 도덕적 지위를 가진다는 것을 의미한다. 반대로 감각주의는 모든 감각 있는 존재에게 내재적 도덕적 지위를 부여한다. 추가적인 입장으로는 비감각적 생명체도 포함하는 생명중심주의와 자연 전체가 기본적인 도덕적 지위를 가진다고 주장하는 생태중심주의가 있다.
생명윤리학은 삶의 다양한 측면과 많은 직업에 관련된다. 이는 낙태, 복제, 줄기세포 연구, 안락사, 자살, 동물 실험, 집약적 축산, 핵폐기물, 대기 오염과 같은 주제와 관련된 광범위한 도덕적 문제를 다룬다.
생명윤리학은 윤리적 문제가 인간, 다른 동물, 또는 일반적으로 자연과 관련되는지에 따라 의료윤리학, 동물 윤리학, 환경윤리학으로 나눌 수 있다. 의료윤리학은 생명윤리학에서 가장 오래된 분야이다. 히포크라테스 선서는 환자에게 해를 끼치지 않는 금지와 같은 의료 종사자를 위한 윤리적 지침을 확립함으로써 의료윤리학에 참여한 가장 초기 텍스트 중 하나이다. 의료윤리학은 종종 생명의 시작과 끝과 관련된 문제를 다룬다. 예를 들어, 태아의 도덕적 지위, 즉 태아가 온전한 인간인지, 그리고 낙태가 일종의 살인인지 여부를 검토한다. 윤리적 문제 또한 불치병이나 만성적인 고통의 경우에 사람이 자신의 생명을 끊을 권리가 있는지, 그리고 의사가 이를 돕는 것이 허용되는지 여부에 대해 발생한다. 의료윤리학의 다른 주제로는 의료기밀, 사전동의, 인간 대상 연구, 장기 이식, 의료 접근성이 포함된다.

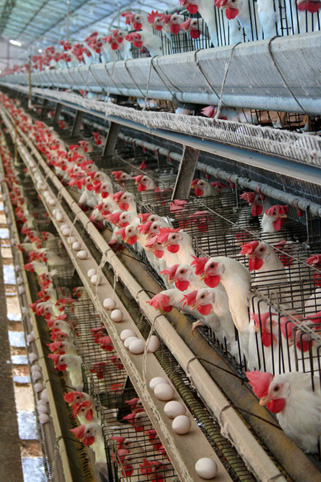
집약적 축산의 결과로 동물에게 가해지는 해는 동물 윤리학에서 특히 우려되는 사항이다.

동물 윤리학은 인간이 다른 동물을 어떻게 대해야 하는지를 탐구한다. 이 분야는 종종 동물복지의 중요성을 강조하면서 인간이 동물에게 가하는 해를 피하거나 최소화해야 한다고 주장한다. 즐거움을 위해 동물을 고문하는 것은 잘못이라는 데에는 광범위한 동의가 있다. 인간의 이익 추구의 부수적인 결과로 동물에게 해가 가해지는 경우에는 상황이 더 복잡하다. 예를 들어, 공장식 축산, 동물을 식용으로 사용하는 경우, 그리고 동물 실험에서 이런 일이 발생한다. 동물 윤리학의 핵심 주제는 동물권의 정립이다. 동물권 이론가들은 동물이 특정 도덕적 지위를 가지며, 인간은 동물과 상호 작용할 때 이 지위를 존중해야 한다고 주장한다. 제안된 동물권의 예로는 생명권, 불필요한 고통으로부터 자유로울 권리, 적절한 환경에서 자연적인 행동을 할 권리 등이 있다.
환경윤리학은 동물, 식물, 천연 자원, 생태계를 포함한 자연 환경과 관련된 도덕적 문제를 다룬다. 가장 넓은 의미에서는 전체 코스모스를 포함한다. 농업 분야에서는 특정 지역의 식생을 농업용으로 개간하는 조건과 유전자 변형 작물을 심는 것의 함의에 관한 문제가 있다. 더 넓은 범위에서는 환경윤리학이 지구 온난화 문제와 기후정의 및 미래 세대에 대한 의무와 같은 주제를 포함하여 개인적 및 집단적 수준에서의 사람들의 책임을 다룬다. 환경윤리학자들은 종종 생태계와 생물 다양성을 보호하고 보존하기 위한 지속 가능한 관행과 정책을 추진한다.

### 기업 윤리 및 직업 윤리
기업 윤리는 사업 행위의 도덕적 함의와 윤리적 원칙이 기업과 조직에 어떻게 적용되는지를 탐구한다. 핵심 주제는 기업의 사회적 책임으로, 이는 기업이 사회 전체에 이익이 되는 방식으로 행동해야 할 책임이다. 기업의 사회적 책임은 CEO, 이사회, 주주와 같이 많은 이해 관계자들이 기업 결정에 직간접적으로 관여하기 때문에 복잡한 문제이다. 밀접하게 관련된 주제는 기업 자체, 그리고 그 이해 관계자뿐만 아니라 기업 자체가 도덕적 행위 능력을 가지고 있는지 여부이다. 기업 윤리는 또한 사업 관행에서의 정직성과 공정성의 역할뿐만 아니라 뇌물, 이해충돌, 투자자와 소비자의 보호, 노동자 권리, 윤리적 리더십, 기업 박애주의의 도덕적 함의를 탐구한다.
직업 윤리는 엔지니어, 의사, 변호사, 교사와 같이 특정 전문직 구성원에게 적용되는 윤리적 원칙을 연구하는 밀접하게 관련된 분야이다. 이 분야는 직업마다 책임이 다르기 때문에 다양한 분야이다. 많은 직업에 적용되는 원칙에는 전문가가 의도된 작업에 필요한 전문 지식을 갖추고 있어야 하며, 개인적인 성실성을 가지고 신뢰할 수 있어야 한다는 것이 포함된다. 추가 원칙은 목표 집단의 이익을 증진하고, 고객 기밀 유지를 따르며, 사전동의와 같은 고객의 권리를 존중하고 지지하는 것이다. 더 정확한 요구 사항은 직업마다 다르다. 공학윤리의 핵심은 공공의 안전, 건강, 복지를 보호하는 것이다. 법 윤리는 정의, 개인의 성실성, 기밀 유지 존중의 중요성을 강조한다. 언론 윤리의 핵심 요소에는 정확성, 진실성, 독립성, 공정성뿐만 아니라 표절을 피하기 위한 적절한 출처 표시가 포함된다.

### 기타 세부 분야
많은 다른 응용 윤리 분야가 학술 문헌에서 논의된다. 의사소통 윤리는 의사소통적 행동의 도덕적 원칙을 다룬다. 이 분야의 두 가지 핵심 문제는 표현의 자유와 발언 책임이다. 표현의 자유는 처벌과 검열의 위협 없이 자신의 의견과 생각을 명확히 표현할 수 있는 능력을 의미한다. 발언 책임은 의사소통적 행동과 비행동의 결과에 대해 책임지는 것에 관한 것이다. 밀접하게 관련된 분야는 정보의 생성, 통제, 확산 및 사용의 도덕적 함의에 초점을 맞추는 정보 윤리이다.

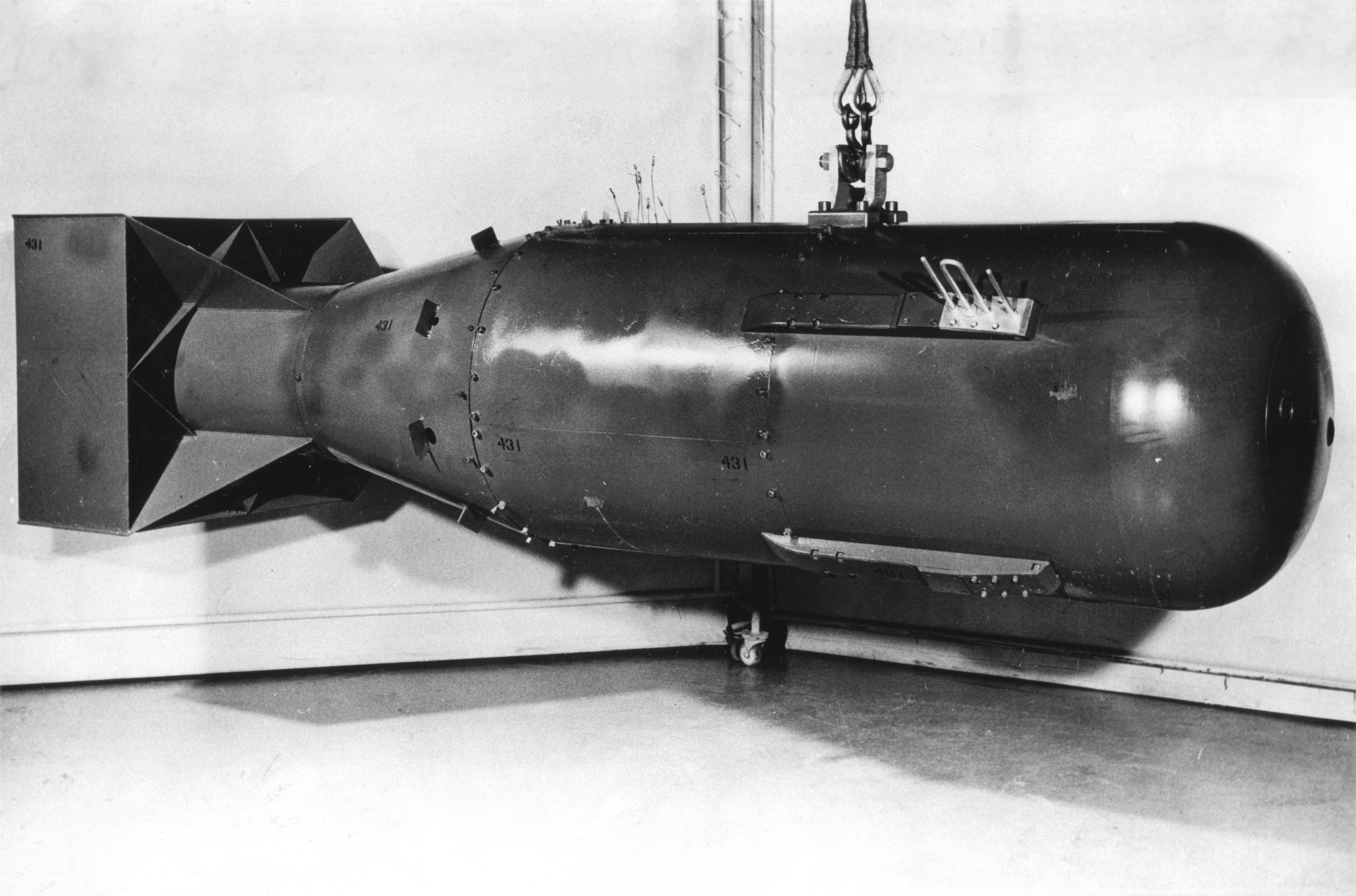
핵 윤리는 원자폭탄과 같은 핵 기술의 도덕적 함의를 다룬다.

과학기술윤리는 단순한 창에서 첨단 컴퓨터와 나노 기술에 이르기까지 모든 인공물의 생성 및 사용과 관련된 도덕적 문제를 탐구한다. 과학기술윤리의 핵심 주제는 새로운 기술을 생성하는 것과 관련된 위험, 그 책임 있는 사용, 그리고 경기력 향상 약물 및 유전 공학과 같은 기술적 수단을 통한 인간 향상에 관한 질문이다. 중요한 하위 분야로는 컴퓨터 윤리, 인공지능의 윤리, 기계 윤리, 나노기술 윤리, 핵 윤리가 있다.

전쟁 윤리는 전쟁과 폭력적 충돌의 도덕적 문제를 탐구한다. 옳은 전쟁론에 따르면, 전쟁을 벌이는 것은 특정 조건을 충족할 때 도덕적으로 정당화된다. 이러한 조건들은 일반적으로 자기 방어와 같은 폭력 활동 시작의 원인과 그러한 폭력 활동이 수행되는 방식, 예를 들어 적법한 군사 목표물을 추구함에 있어 민간인에게 과도한 해를 가하는 것을 피하는 것과 관련된 요구 사항으로 나뉜다. 군사 윤리는 군인의 행동에 관심을 두는 밀접하게 관련된 분야이다. 이는 적을 죽이고, 기반 시설을 파괴하며, 자신의 부대원의 생명을 위태롭게 하는 것이 허용되는 상황에 대한 질문을 다룬다. 추가 주제로는 군인의 모집, 훈련 및 제대가 포함된다.
응용 윤리의 다른 분야로는 정치적 결정의 도덕적 차원을 탐구하는 정치 윤리, 적절한 교수 관행과 관련된 윤리적 문제를 다루는 교육 윤리, 그리고 성 행동의 도덕적 함의를 다루는 성 윤리가 있다.

## 관련 분야

### 가치론
가치론은 공리론이라고도 불리며, 가치에 대한 철학적 연구이다. 가치론은 가치의 본질과 유형을 탐구한다. 중심적인 구별은 내재적 가치와 도구적 가치 사이이다. 어떤 실체가 그 자체로 좋거나 그 자체를 위해 좋다면 내재적 가치를 가진다. 어떤 실체가 다른 어떤 것을 위한 수단으로서 가치가 있다면, 예를 들어 내재적 가치를 가진 것을 야기함으로써, 도구적 가치를 가진다. 다른 주제로는 어떤 종류의 것들이 가치를 가지며 그 가치가 얼마나 되는지가 포함된다. 예를 들어, 가치론적 쾌락주의자들은 쾌락이 내재적 가치의 유일한 원천이며, 가치의 크기는 쾌락의 정도에 해당한다고 말한다. 반대로 가치론적 다원론자들은 행복, 지식, 미와 같이 여러 다른 내재적 가치원천이 있다고 주장한다.
가치론과 윤리학 사이의 정확한 관계에 대한 의견 불일치가 있다. 일부 철학자들은 가치론을 윤리학의 하위 분야로 특징짓는 반면, 다른 철학자들은 가치론을 미학과 정치철학 외에도 다른 분야를 포괄하는 더 넓은 용어로 본다. 다른 특징화는 두 학문을 겹치지만 구별되는 분야로 본다. 이 겹치는 부분을 연구하는 학문을 가치론적 윤리라고 부르기도 하는데, 이는 가치를 연구하는 윤리학의 한 부분이다. 두 학문은 때때로 초점에 따라 구분된다. 윤리학은 도덕적 행동 또는 무엇이 옳은지에 관한 것이고, 가치론은 가치 또는 무엇이 선한지에 관한 것이다. 결과주의와 같은 일부 윤리 이론은 좋은 것을 기준으로 옳은 것을 정의함으로써 가치론과 매우 밀접하게 관련되어 있다. 그러나 이는 일반적인 윤리학에는 해당되지 않으며, 의무론적 이론들은 좋은 것을 기준으로 옳은 것을 정의한다는 생각을 거부하는 경향이 있다.

### 도덕심리학
도덕심리학은 도덕적 행동과 관련된 심리적 기초와 과정을 탐구한다. 이는 인간이 도덕적 맥락에서 어떻게 생각하고 행동하는지 연구하는 경험 과학이다. 도덕심리학은 도덕적 추론과 판단이 어떻게 이루어지는지, 도덕적 성격이 어떻게 형성되는지, 사람들이 도덕적 평가에 대해 어떤 민감성을 가지는지, 그리고 사람들이 도덕적 책임을 어떻게 귀속하고 반응하는지에 관심을 가진다.
핵심 주제 중 하나는 도덕 발달 또는 유아기부터 성인기까지 심리적 수준에서 도덕이 어떻게 발달하는지에 대한 질문이다. 로런스 콜버그에 따르면, 아이들은 도덕 원칙을 처음에는 보상과 처벌을 규율하는 고정된 규칙으로 이해하고, 그 다음에는 관습적인 사회 규범으로, 그리고 나중에는 사회 전반에 걸쳐 객관적으로 옳은 것의 추상적인 원칙으로 이해하면서 여러 단계의 도덕 발달을 거친다. 밀접하게 관련된 질문은 사람들이 도덕적으로 행동하도록 가르쳐질 수 있는지 여부와 방법이다.
밀접하게 관련된 분야인 진화 윤리는 진화 과정이 윤리에 어떻게 영향을 미쳤는지 탐구한다. 핵심 아이디어 중 하나는 자연선택이 도덕적 행동과 도덕적 민감성에 책임이 있다는 것이다. 이는 도덕을 진화적 압력에 대한 적응으로 해석하며, 이는 선택적 이점을 제공함으로써 적응도를 증가시킨다. 예를 들어, 이타주의는 협력을 개선함으로써 집단 생존에 이점을 제공할 수 있다. 마크 로랜드와 같은 일부 이론가들은 도덕이 인간에게만 국한되지 않는다고 주장하며, 일부 비인간 동물들도 도덕적 감정에 기반하여 행동한다고 말한다. 다른 이론가들은 비인간 동물에서 도덕의 진화적 전조를 탐구한다.

### 기술윤리학
기술윤리학, 또는 비교윤리학은 현존하는 도덕 규범, 관행 및 신념을 연구한다. 이는 다른 사회와 사회 내의 다른 집단에서 도덕 현상을 조사하고 비교한다. 이 학문은 어떤 관행이 객관적으로 옳은지 판단하거나 정당화하지 않고 가치 중립적이고 경험적인 설명을 제공하는 것을 목표로 한다. 예를 들어, 간호사가 낙태의 윤리적 함의에 대해 어떻게 생각하는지에 대한 질문은 기술윤리학에 속한다. 또 다른 예는 사업 맥락에서 윤리적 기준, 즉 일반적인 관행, 공식 정책, 직원 의견 등을 설명하는 기술적 사업 윤리이다. 기술윤리학은 또한 도덕적 관행과 신념이 시간이 지남에 따라 어떻게 변했는지 탐구함으로써 역사적 차원도 가진다.
기술윤리학은 인류학, 사회학, 심리학, 역사와 같은 학문 분야가 다루는 다학문적 분야이다. 그 경험적 관점은 어떤 윤리 원칙이 정확하고 어떻게 정당화하는지와 같은 규범적 질문에 대한 철학적 탐구와 대조된다.

## 역사

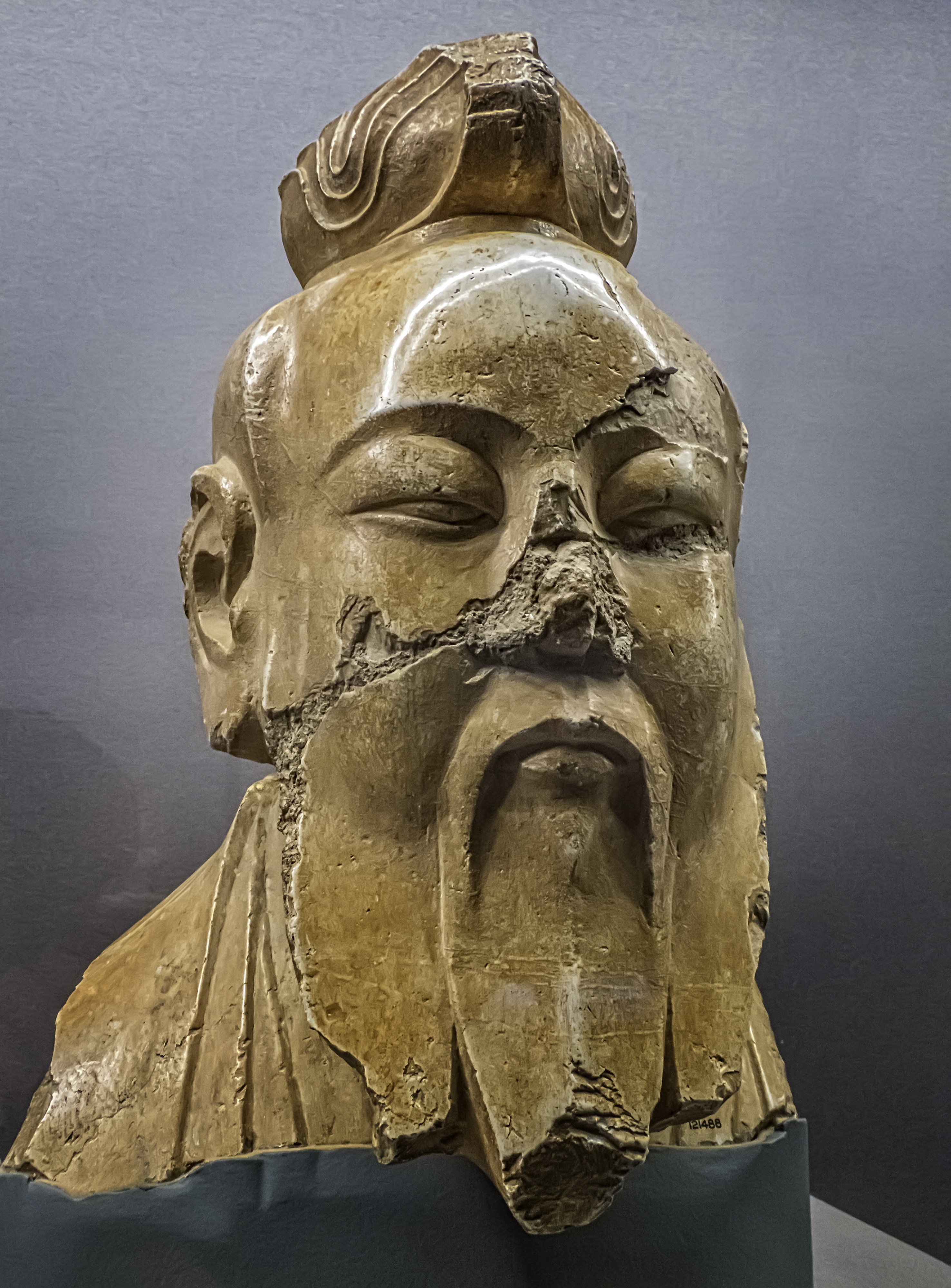
노자의 가르침에 따르면, 도교 윤리 개념의 중심이 되는 가르침에 따르면, 인간은 우주의 자연적 질서와 조화를 이루며 살아야 한다.

윤리학사는 도덕 철학이 역사적으로 어떻게 발전하고 진화해왔는지를 연구한다. 이는 고대 문명에서 시작되었다. 고대 이집트에서는 마아트 개념이 진실, 균형, 조화의 중요성을 강조함으로써 행동을 안내하고 질서를 유지하는 윤리적 원칙으로 사용되었다. 기원전 2000년대부터 시작된 고대 인도에서는 베다와 나중에 우파니샤드가 힌두 철학의 기초 텍스트로 작성되었으며, 의무와 자신 행동의 결과의 역할을 논의했다. 불교 윤리는 기원전 6세기에서 5세기 사이에 고대 인도에서 시작되었으며, 연민, 비폭력, 그리고 깨달음의 추구를 옹호했다. 기원전 6세기의 고대 중국에는 미덕에 따라 행동함으로써 도덕적 행동과 수양에 초점을 맞춘 유교와 인간 행동이 우주의 자연 질서와 조화를 이루어야 한다고 가르치는 도교가 등장했다.
고대 그리스에서는 소크라테스( 469–399 BCEc.)가 기존 관념에 비판적인 질문을 하고 미덕, 정의, 용기, 지혜와 같은 개념을 탐구함으로써 좋은 삶이 무엇인지에 대한 탐구의 중요성을 강조했다. 플라톤( 428–347 BCEc.)에 따르면, 좋은 삶을 사는 것은 영혼의 여러 부분이 서로 조화를 이루는 것을 의미한다. 아리스토텔레스(기원전 384–322년)에게는 좋은 삶이 미덕을 함양하고 번성함으로써 행복해지는 것과 관련되었다. 기원전 4세기부터 시작된 헬레니즘 학파인 에피쿠로스 학파는 감각적 쾌락에 탐닉하지 않는 단순한 생활 방식을 추천했고, 스토아 학파는 이성과 미덕에 따라 생활하며 자기 통제를 실천하고 방해하는 감정에 면역이 되는 것을 옹호함으로써 올바른 행동과 행복 사이의 밀접한 관계를 탐구했다.
중세 시대의 윤리 사상은 종교적 가르침에 크게 영향을 받았다. 기독교 철학자들은 도덕 원칙을 신에게서 비롯된 신의 명령으로 해석했다. 토마스 아퀴나스(1224–1274년)는 윤리적 행동이 자연의 법칙과 질서를 따르는 데 있다고 주장하며 자연법 윤리를 발전시켰는데, 그는 이를 신이 창조했다고 믿었다. 이슬람 세계에서는 파라비( 878–950 CEc.)와 이븐 시나(980–1037년)와 같은 철학자들이 고대 그리스 철학을 이슬람의 윤리적 가르침과 융합하면서 이성과 신앙 간의 조화를 강조했다. 중세 인도에서는 샹카라( 700–750 CEc.)와 라마누자(1017–1137년)와 같은 힌두 철학자들이 해탈을 얻기 위한 영성 실천을 인간 행동의 최고 목표로 보았다.

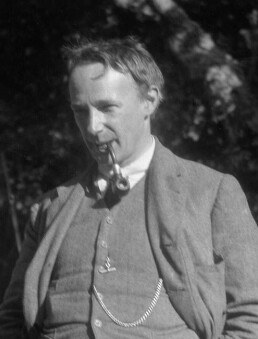
G. E. 무어의 저서 윤리학 원론은 20세기 메타윤리학의 출현에 부분적으로 기여했다.

근대의 도덕 철학은 윤리에 대한 세속적인 접근 방식으로의 전환이 특징이었다. 토머스 홉스(1588–1679)는 자기 이익을 인간의 주요 동기로 보았다. 그는 이러한 동기가 사회 계약이 성립되지 않는 한 "모든 사람에 대한 모든 사람의 전쟁"으로 이어질 것이라고 결론 내렸다. 데이비드 흄(1711–1776)은 공감과 같은 도덕적 감정만이 윤리적 행동을 동기 부여할 수 있다고 생각했으며, 이성은 동기 부여 요인이 아니라 가능한 행동의 결과를 예측하는 역할만 한다고 보았다. 반면에 이마누엘 칸트(1724–1804)는 이성을 도덕의 원천으로 보았다. 그는 행동의 윤리적 가치가 결과와 독립적으로 도덕 법칙에 부합하는지에 달려 있다고 주장하는 의무론적 이론을 정립했다. 이러한 법칙들은 모든 상황에 적용되는 보편적 요구 사항인 정언 명령의 형태를 띤다.
게오르크 빌헬름 프리드리히 헤겔(1770–1831)은 칸트의 정언 명령 자체를 공허한 형식주의로 보았고, 도덕적 의무에 구체적인 내용을 제공하는 사회 제도의 역할을 강조했다. 쇠렌 키르케고르(1813–1855)의 기독교 철학에 따르면, 신의 뜻을 행할 때 윤리적 의무의 요구가 때로는 중단된다. 프리드리히 니체(1844–1900)는 기독교 도덕과 칸트주의 도덕 모두에 대한 비판을 정립했다. 이 시기의 또 다른 영향력 있는 발전은 제러미 벤담(1748–1832)과 존 스튜어트 밀(1806–1873)에 의한 공리주의의 정립이었다. 공리주의 교리에 따르면, 행동은 행복을 증진하고 고통을 줄여야 하며, 올바른 행동은 최대 다수의 최대 행복을 생산하는 것이다.

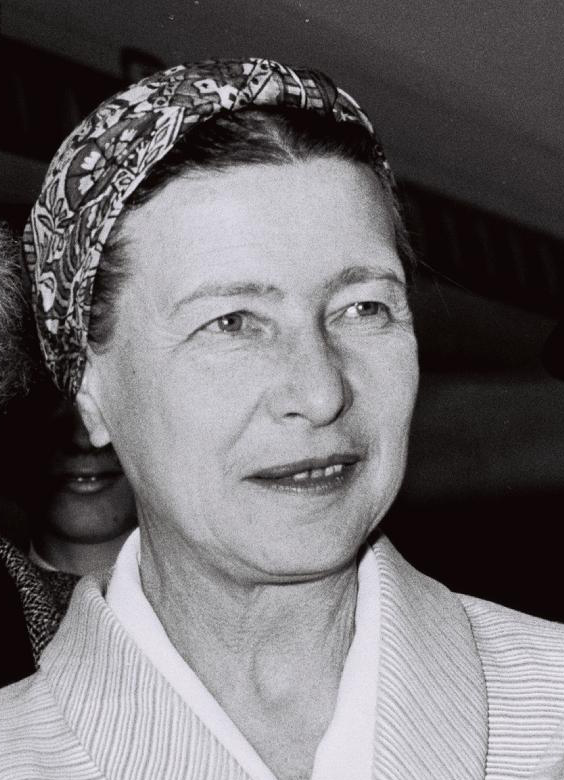
시몬 드 보부아르는 실존주의의 관점에서 도덕 철학을 탐구했다.

20세기 윤리학의 분석 철학에서 중요한 발전은 메타윤리학의 등장이었다. 이 분야에 대한 중요한 초기 기여는 G. E. 무어(1873–1958)에 의해 이루어졌는데, 그는 도덕적 가치가 자연 세계에서 발견되는 다른 속성과 본질적으로 다르다고 주장했다. R. M. 헤어(1919–2002)는 이 아이디어를 따라 지시주의를 정립했는데, 이는 도덕적 진술이 일반적인 판단과 달리 참도 거짓도 아닌 명령이라고 말한다. J. L. 매키(1917–1981)는 도덕적 사실이 없기 때문에 모든 도덕적 진술이 거짓이라고 제안했다. 도덕 실재론에 대한 영향력 있는 주장은 데렉 파핏(1942–2017)에 의해 이루어졌는데, 그는 도덕이 사람들에게 어떤 방식으로든 행동할 이유를 제공하는 현실의 객관적인 특징에 관한 것이라고 주장했다. 버나드 윌리엄스(1929–2003)는 이유와 윤리 사이의 밀접한 관계에 동의했지만, 이유를 외부 현실을 반영할 수도 있고 반영하지 않을 수도 있는 내적 정신 상태로 보는 주관적인 관점을 옹호했다.
이 시기의 또 다른 발전은 필리파 풋(1920–2010)과 같은 철학자들에 의한 고대 덕 윤리학의 부활이었다. 정치 철학 분야에서 존 롤스(1921–2002)는 칸트 윤리학에 의존하여 사회 정의를 공정성의 한 형태로 분석했다. 대륙 철학에서는 막스 셸러(1874–1928)와 니콜라이 하르트만(1882–1950)과 같은 현상학자들이 가치가 현상학적 방법으로 연구될 수 있는 객관적 현실을 가진다는 주장에 기반하여 윤리 체계를 구축했다. 반면에 장폴 사르트르(1905–1980)와 시몬 드 보부아르(1908–1986)와 같은 실존주의자들은 가치가 인간에 의해 창조되며, 개인의 자유, 책임, 진정성과 관련하여 이 견해의 결과를 탐구했다. 이 시기에는 또한 남성적 관점과 관련된 전통적인 윤리적 가정에 의문을 제기하고 돌봄과 같은 대안적 개념을 중심에 두는 여성주의 윤리가 등장했다.

### 내용주
1. ↑  일부 이론가에 따르면 목적론적 윤리학은 특정 형태의 덕 윤리학도 포함하므로 결과주의보다 더 넓은 용어이다.[20]
2. ↑  이 상태는 초과 의무 행위로 알려져 있다.[38]
3. ↑  격률은 사람들이 행동을 안내하기 위해 채택할 수 있는 규칙으로, 예를 들어 "돈을 많이 벌고 싶다면 영업직에 종사해야 한다" 또는 "살인하지 말라"와 같은 것이다.[55]
4. ↑  일부 윤리학자들은 계약주의가 도덕적 규범이 어떻게 정당화되는지에 대한 강조 때문에 규범 윤리 이론이 아니라 메타윤리 이론이라고 말한다.[62]
5. ↑  고대 그리스인들은 '미덕'과 '탁월함'이라는 두 가지 의미를 가진 단어 arête를 사용했다.[70]
6. ↑  존재론은 존재의 본질과 범주를 연구하는 철학의 한 분야이다.[90]
7. ↑  이 대비는 데이비드 흄이 처음 주장한 존재-당위 문제와 밀접하게 관련되어 있는데, 이는 서술적 진술에서 규범적 진술을 추론할 수 없다고 말한다.[97] 이러한 유형의 진술 간의 정확한 관계는 논란의 여지가 있다.[98]
8. ↑  의무론적 논리는 이러한 개념과 유사한 개념 간의 논리적 관계를 설명하는 형식 체계를 제공한다.[101]
9. ↑  일부 철학자들은 도덕적 행운이 있다고 주장하는데, 이는 개인의 통제 범위를 벗어난 요인이 그 개인의 도덕적 상태에 영향을 미칠 때 발생한다.[106]
10. ↑  이 입장은 질량, 길이, 지속 시간과 같은 물리적 속성의 크기가 관찰자의 기준틀에 따라 달라진다고 명시하는 아인슈타인의 상대성 이론과 유비적으로 이해될 수 있다.[113]
11. ↑  예를 들어, 기독교 윤리에서 영향력 있는 입장인 자연법 윤리는 도덕이 신이 창조한 자연법에 기반한다고 말한다.[119]
12. ↑  학술 문헌에서는 이들이 동의어인지 또는 어느 한쪽이 더 넓은 용어인지에 대해 의견 불일치가 있다.[174]
13. ↑  예를 들어, 의무론자인 W. D. 로스는 올바른 행동의 원칙이 가치의 원칙과 다르다고 주장한다. 그는 좋음과 옳음이라는 용어가 다른 것을 의미하며 서로 혼동해서는 안 된다고 말한다.[183]
14. ↑  마아트 개념에 대한 최초의 명시적 논의는 기원전 2100년경으로 거슬러 올라간다.[195]
15. ↑  도교의 출현 시기는 논란이 많으며, 일부 이론가들은 기원전 4세기에서 3세기 사이의 더 늦은 시기를 제안한다.[199]
16. ↑  현대 학자들은 전통적으로 언급된 이 날짜에 의문을 제기하며, 라마누자의 생애는 1077년부터 1157년까지라고 제안한다.[216]

### 인용
1. ↑    - Vogt 2017, 42–43쪽
  - Hollenbach 2002, 3쪽
2. ↑    - Norman 2005, 622쪽
  - 틀:괄호 없는 하버드 인agel
  - Crisp 2011, § 1. Ethics and Metaethics
  - Deigh 1999, 284–285쪽
  - Mulvaney 2009, vii–xi쪽
3. ↑    - Pritchard 2015, 5쪽
  - Dittmer, § 1. Applied Ethics as Distinct from Normative Ethics and Metaethic
  - Jackson 외. 2021, 1–2쪽
4. ↑    - Nagel 2006, § What Is Morality?
  - Crisp 2011, § 1. Ethics and Metaethics
  - Haiming 2021, 1–2쪽
  - Paul & Elder 2005, § Why a Mini-Guide on Ethical Reasoning?
5. ↑    - AHD staff 2022
  - Crisp 2011, § 1. Ethics and Metaethics
  - Deigh 1999, 284–285쪽
6. ↑  “倫理- 教育百科| 教育雲線上字典”. 2023년 4월 5일에 보존된 문서. 2023년 3월 23일에 확인함.
7. ↑    - Hoad 1993, 156쪽
  - Liddell & Scott 1889, 349쪽
  - Proscurcin Junior 2014, 162–168쪽
8. ↑    - OED Staff 2002
  - Hoad 1993, 300쪽
9. ↑    - Athanassoulis 2012, 22–27쪽
  - Downie 2005, 271쪽
  - Blum 2006
10. ↑    - Dittmer, § 1. Applied Ethics as Distinct from Normative Ethics and Metaethics
  - Kagan 1998, 1–2쪽
  - Gustafson 2020, 1–2쪽
  - Thomas 2022
11. ↑  Kagan 1998, 1–3쪽
12. ↑    - Barsh & Lisewski 2013, 29쪽
  - Kagan 1998, 18–19쪽
13. ↑    - Sims 2017, 6쪽
  - Barsh & Lisewski 2013, 29쪽
  - Kagan 1998, 7–10쪽
  - Sulmasy & Sugarman 2010, 11쪽
  - Pera & Tonder 2005, 7쪽
14. ↑    - Kagan 1998, 2쪽
  - Gustafsson & Pietarinen 2016, 125–126쪽
15. ↑  Kagan 1998, 2–3쪽
16. ↑    - Thomas 2022
  - Dittmer, § 1. Applied Ethics as Distinct from Normative Ethics and Metaethics
  - Kagan 1998, 2, 11쪽
17. ↑  Crisp 2005, 200–201쪽
18. ↑    - Hursthouse & Pettigrove 2023, Lead section
  - Kagan 1998, 11쪽
19. ↑  Bunnin & Yu 2009, 134쪽
20. ↑  McNaughton & Rawling 1998, § 1. Act-consequentialism
21. ↑    - Sinnott-Armstrong 2023, Lead section
  - Haines, Lead section
  - Hooker 2023, § 1. Utilitarianism
22. ↑    - Crisp 2005, 200–201쪽
  - Alexander & Moore 2021, § 1. Deontology's Foil: Consequentialism
  - Murthy 2009, 74쪽
23. ↑  Sinnott-Armstrong 2023, § 1. Classic Utilitarianism
24. ↑  Carlson 2013, 1쪽
25. ↑  Dorsey 2020, 97–98쪽
26. ↑    - Sinnott-Armstrong 2023, Lead section
  - Haines, Lead section
27. ↑    - Hooker 2005, 162–164쪽
  - Zimmerman 2015, 17쪽
28. ↑    - Hooker 2005, 162–164쪽
  - Edmundson 2004, 158쪽
  - Brink 2020, 382쪽
29. ↑  Sinnott-Armstrong 2023, Lead section
30. ↑    - Sinnott-Armstrong 2023, Lead section, § 5. Consequences of What? Rights, Relativity, and Rules
  - Hooker 2005, 162–164쪽
31. ↑    - Haines, Lead section
  - Sinnott-Armstrong 2023, Lead section, § 3. What Is Good? Hedonistic Vs. Pluralistic Consequentialisms
  - Alexander & Moore 2021, § 1. Deontology's Foil: Consequentialism
  - Hooker 2005, 162–164쪽
32. 1 2  Alexander & Moore 2021, § 1. Deontology's Foil: Consequentialism
33. ↑    - Hooker 2005, 162–164쪽
  - Alexander & Moore 2021, § 1. Deontology's Foil: Consequentialism
34. ↑    - Hooker 2005, 162–164쪽
  - Cummiskey 1996, 157–158쪽
35. ↑    - Sinnott-Armstrong 2023, 5. Consequences of What? Rights, Relativity, and Rules
  - Hooker 2023, Lead section
  - Haines, § 1f. Rule Consequentialism
  - Hooker 2005, 164쪽
  - Alexander & Moore 2021, § 1. Deontology's Foil: Consequentialism
36. ↑    - Hooker 2005, 162–164쪽
  - Sinnott-Armstrong 2023, § 1. Classic Utilitarianism, § 4. Which Consequences? Actual Vs. Expected Consequentialisms
37. ↑    - Hooker 2005, 164쪽
  - Slote 2005, 938–939쪽
  - Alexander & Moore 2021, § 1. Deontology's Foil: Consequentialism
  - Singer 2016, 47–48쪽
  - Byron 2004, 9쪽
38. ↑  Heyd 2019, Lead section
39. ↑    - Littlejohn, § 1c. Mozi (c. 470-391 B.C.E.) and Mohism
  - Zhang 2023, 96쪽
40. ↑    - Slote 2005, 936, 938쪽
  - Sinnott-Armstrong 2023, § 1. Classic Utilitarianism
41. ↑  Moore 2019, Lead section, § 2. Ethical Hedonism
42. ↑  Suikkanen 2020, 24쪽
43. ↑    - Slote 2005, 936, 938쪽
  - Mendus 2005, 141쪽
  - Kivy 2011, 238쪽
44. ↑    - Slote 2005, 938쪽
  - Hooker 2014, 281쪽
  - Satyanarayana 2009, 76쪽
45. ↑    - Crisp 2005, 200–201쪽
  - Alexander & Moore 2021, § 2. Deontological Theories
46. ↑    - Simpson, § 6c. Deontological Pluralism and Prima Facie Duties
  - Crisp 2005, 200–201쪽
47. ↑    - Crisp 2005, 200–201쪽
  - Simpson, § 6c. Deontological Pluralism and Prima Facie Duties
48. ↑    - Crisp 2005, 200–201쪽
  - Alexander & Moore 2021, § 1. Deontology's Foil: Consequentialism, § 2. Deontological Theories
  - Murthy 2009, 74쪽
49. ↑    - Alexander & Moore 2021, § 2. Deontological Theories
  - Crisp 2005, 200–201쪽
50. ↑    - Alexander & Moore 2021, § 2. Deontological Theories
  - Hale 2017, 216쪽
  - Kumm & Walen 2014, 81쪽
51. ↑  Alexander & Moore 2021, § 2. Deontological Theories
52. ↑  Alexander & Moore 2021, § 2.4 Deontological Theories and Kant
53. ↑    - Johnson & Cureton 2022, Lead section
  - O'Neill, § 1. Kant's Ethics
  - Jankowiak, § 5. Moral Theory
  - Nadkarni 2011, 20쪽
54. ↑  Johnson & Cureton 2022, Lead section
55. ↑    - Kerstein 2009, 128쪽
  - Cardwell 2015, 85쪽
56. ↑    - O'Neill, § 1. Kant's Ethics
  - Jankowiak, § 5. Moral Theory
57. ↑    - Jankowiak, § 5. Moral Theory
  - Johnson & Cureton 2022, § 2. Good Will, Moral Worth and Duty, § 3. Duty and Respect for Moral Law
58. ↑    - Austin, Lead section
  - Murphy 2019, Lead section
59. ↑    - Miller 2004, 13쪽
  - Flynn 2012, 167쪽
60. ↑    - Flynn 2012, 167쪽
  - Myers & Noebel 2015, 241쪽
61. ↑    - Alexander & Moore 2021, § 2.3 Contractualist Deontological Theories
  - Sullivan 2001, 118쪽
  - Ashford & Mulgan 2018, Lead section
62. ↑  Alexander & Moore 2021, § 2.3 Contractualist Deontological Theories
63. ↑  Friend, Lead section
64. ↑    - Chakraborti 2023, 39쪽
  - Metselaar & Widdershoven 2016, 895–896쪽
  - Finlayson & Rees 2023, § 3.3 The Principles of Discourse Ethics and Their Justification
65. ↑    - Slote 2005a, 947–948쪽
  - Hursthouse & Pettigrove 2023, Lead section
66. ↑    - Hursthouse & Pettigrove 2023, Lead section, § 1.1 Virtue
  - Slote 2005a, 947–948쪽
67. ↑    - Hursthouse & Pettigrove 2023, § 1.2 Practical Wisdom
  - Caro, Marraffa & Vaccarezza 2021, 31–33쪽
68. 1 2    - Hursthouse & Pettigrove 2023, § 2. Forms of Virtue Ethics
  - Athanassoulis, § 3. Virtue Ethical Theories
69. ↑    - Athanassoulis, § 3c. The Ethics of Care
  - Sander-Staudt, Lead section
70. ↑  Hursthouse & Pettigrove 2023, § 1. Preliminaries
71. ↑    - Skirbekk & Gilje 2017, 81쪽
  - Kraut 2022, Lead section, § 5. The Doctrine of the Mean
72. ↑  Hill & Blazejak 2021, 4쪽
73. ↑    - Stephens, Lead section
  - Campbell 1985, 327–328쪽
74. ↑  Hursthouse 1999, 3쪽
75. ↑    - Peterson 2020, 65–66쪽
  - Legg & Hookway 2021, § 6.2 Ethics
  - LaFollette 2007, § The Primacy of Habits, § Morality Is a Habit
76. ↑    - Bauman 1993, 8–13쪽
  - Kendall 2017, 195–196쪽
77. ↑    - Connor 2004, 15쪽
  - Eaglestone 2004, 182, 186–187쪽
78. ↑    - Shaver 2023, Lead section, § 2. Ethical Egoism
  - McEwan 2001, 87쪽
  - Fernando 2010, 2.6쪽
79. ↑    - Bollag 2006, 15–16쪽
  - Blidstein 1995, 5–6쪽
80. ↑    - Beach 1988, 36쪽
  - Porter 2010, 73쪽
81. ↑  Verhoeven 2013, 27쪽
82. ↑  Chowdhury 2019, 494쪽
83. ↑  Beaman & Strumos 2022, 76쪽
84. ↑  Chakraborti 2023, 122쪽
85. ↑  Wu & Wokutch 2008, 404쪽
86. ↑    - Ames 2013, 1681쪽
  - Brannigan 2010, 145쪽
87. ↑    - Ntuli 2002, 58–60쪽
  - Sinclair 2022, 96–97쪽
88. ↑    - Harrison 2005, 588–589쪽
  - DeLapp, Lead section
  - Sayre-McCord 2023, Lead section
89. ↑    - DeLapp, Lead section, § 2. The Normative Relevance of Metaethics
  - Sayre-McCord 2023, Lead section, § 1. General Observations
90. ↑    - Lowe 2005, 671쪽
  - Campbell 2006, 21–22쪽
  - Craig 1998, Lead section
91. ↑    - DeLapp, Lead section, § 4. Ontological Issues in Metaethics
  - Sayre-McCord 2023, Lead section, § 3. Naturalism and Non-naturalism
92. ↑  틀:기호 없는 각호 목록
93. ↑    - DeLapp, Lead section, § 6. Epistemological Issues in Metaethics
  - Sayre-McCord 2023, § 5. Moral Epistemology
94. ↑    - DeLapp, Lead section, § 5. Psychology and Metaethics, 7. Anthropological Considerations
  - Sayre-McCord 2023, Lead section, § 6. Morals, Motives, and Reasons, § 7. Freedom and Responsibility
95. ↑    - McNamara & Van De Putte 2022, Lead section, § 1.2 The Traditional Scheme and the Modal Analogies
  - Ribino & Lodato 2019, 3쪽
96. ↑    - Miller 2023, 1–4쪽
  - Lloyd & Hansen 2003, 21쪽
97. ↑  Fieser 2000, 159쪽
98. ↑  Hudson 1969, 11–13쪽
99. ↑  O'Neill 2013, 423–424 쪽
100. ↑    - Stoljar 1984, 36–37쪽
  - Feibleman 2012, 121–122쪽
  - Corbin 1924, 501–502쪽
101. 1 2    - McNamara & Van De Putte 2022, § 1.2 The Traditional Scheme and the Modal Analogies
  - Belzer, § 1. Standard Deontic Logic (SDL)
102. ↑    - Haiming 2021, 75–76쪽
  - Miller 2023, 4–5쪽
  - Calder 2022, Lead section
103. ↑  Miller 2023, 4–5쪽
104. ↑    - Pick 2004, 159–160쪽
  - Haiming 2021, 88–89쪽
  - Miller 2023, 5–6쪽
105. ↑    - Heyd 2019, Lead section
  - Miller 2023, 5–6쪽
106. ↑    - Latus, Lead section
  - Nelkin 2023, Lead section
107. ↑    - Talbert 2019, Lead section
  - Williams, Lead section, § 1. Introduction
108. 1 2    - DeLapp, Lead section, § 4a. Moral Realisms
  - Sayre-McCord 2023a, Lead section
109. ↑  DeLapp, § 4a. Moral Realisms
110. ↑    - Sayre-McCord 2023a, § 1. Moral Disagreement
  - DeLapp, § 4a. Moral Realisms
111. ↑    - DeLapp, § 4b. Moral Relativisms
  - Gowans 2021, Lead section, § 2. Forms and Arguments
  - Westacott, Lead section
  - Dreier 2007, 240–241쪽
112. ↑    - Westacott, § 2g. Moral Relativism
  - Gowans 2021, § 6. Metaethical Moral Relativism
113. ↑  Dreier 2007, 240–241쪽
114. ↑    - DeLapp, § 4b. Moral Relativisms
  - Gowans 2021, § 6. Metaethical Moral Relativism
115. ↑  Dreier 2007, 241쪽
116. ↑    - Dreier 2007, 240–241쪽
  - Krellenstein 2017, 75–90쪽
117. ↑  Dreier 2007, 241–242쪽
118. ↑    - Lutz 2023, Lead section, § 1. What Is Moral Naturalism?
  - DeLapp, § 4a. Moral Realisms
119. ↑    - Murphy 2019a, § 1. Key Features of Natural Law Theories
  - Lisska 2015, 635쪽
  - DeNicola 2018, 66쪽
120. ↑    - Lutz 2023, § 1. What Is Moral Naturalism?, § 2. Descriptivism and Reductivism
  - DeLapp, § 4a. Moral Realisms
121. ↑    - FitzPatrick 2011, 7–8쪽
  - Ridge 2019, Lead section
122. ↑    - Ridge 2019, § 1. The Naturalistic Fallacy
  - Werner 2020, 148쪽
123. ↑    - DeLapp, § 3a. Cognitivism Versus Non-Cognitivism
  - Miller 2023, 14–15쪽
124. 1 2    - Miller 2023, 14–15쪽
  - Sayre-McCord 1988, 10쪽
125. ↑    - Miller 2023, 14–15쪽
  - DeLapp, § 3a. Cognitivism Versus Non-Cognitivism
  - Moreland & Craig 2017, 417쪽
126. 1 2    - DeLapp, Lead section, § 6. Epistemological Issues in Metaethics
  - Sayre-McCord 2023, § 5. Moral Epistemology
127. ↑    - Sinnott-Armstrong 2019, Lead section, § 1. Varieties of Moral Skepticism, § 2. A Presumption Against Moral Skepticism?
  - Sayre-McCord 2023, § 5. Moral Epistemology
128. ↑    - Brun 2017, 195–196쪽
  - Brown & Fehige 2019, Lead section
  - Baggini & Fosl 2024, 284쪽
129. ↑    - Brun 2017, 195쪽
  - Woollard & Howard-Snyder 2022, § 3. The Trolley Problem and the Doing/Allowing Distinction
  - Rini, § 8. Moral Cognition and Moral Epistemology
130. ↑    - Brun 2017, 195쪽
  - Brown & Fehige 2019, § 1. Important Characteristics of Thought Experiments
131. ↑    - DeLapp, § 5. Psychology and Metaethics
  - Sayre-McCord 2023, § 6. Morals, Motives, and Reasons
  - Rosati 2016, Lead section, § 3. Moral Judgment and Motivation
  - Reilly 1977, 101–102쪽
  - Milevski 2017, 3쪽
132. ↑  Rosati 2016, Lead section, § 3. Moral Judgment and Motivation
133. ↑    - Darwall 2003, 17쪽
  - Chakraborti 2023, 619–620쪽
134. ↑    - Almond 1998, Lead section, § 1. Definitions
  - Dittmer, Lead section, § 1. Applied Ethics as Distinct from Normative Ethics and Metaethics
  - Petersen & Ryberg 2022
  - Winkler 1998, 174–175쪽
135. ↑  Winkler 1998, 175–176쪽
136. ↑    - Winkler 1998, 175–176쪽
  - Gordon, "Abortion", Lead section, § 2. Personhood
137. ↑  Beaucham 2003, 7–9쪽
138. ↑    - Beaucham 2003, 7–9쪽
  - Winkler 1998, 176–117쪽
  - Almond 1998, § 2. Theory and Practice
  - Fives 2016, 171쪽
139. ↑  Almond 1998, § 2. Theory and Practice
140. ↑  Almond 1998, § 1. Definitions
141. ↑    - Ryberg 2010, 3쪽
  - Meynell & Paron 2023, 11쪽
  - Chakraborti 2023, 620쪽
  - Winkler 1998, 174–175쪽
142. ↑    - Dittmer, § 3. Bioethics
  - Gordon, "Bioethics", Lead section
  - Gillon 1998, 267–268쪽
143. ↑    - Gordon, "Bioethics", Lead section, § 4. The Idea of Moral Status in Bioethics
  - Dittmer, § 4a. Theories of Moral Standing and Personhood
144. ↑    - Holmes 2018, 288–289쪽
  - Gordon, "Bioethics", § 3d. Environmental Ethics
145. ↑    - Dittmer, § 3. Bioethics
  - Gordon, "Bioethics", Lead section, § 1. Preliminary Distinctions
146. ↑    - Gordon, "Bioethics", Lead section, § 3a. Introduction
  - Peppard 2005, xviii쪽
  - Frey 1998, Lead section
147. 1 2  Gordon, "Bioethics", Lead section, § 3b. Medical Ethics
148. ↑    - Dittmer, § 3. Bioethics
  - Gordon, "Bioethics", Lead section, § 3b. Medical Ethics
149. ↑    - Dittmer, § 3. Bioethics
  - Delden 1998, 200–201쪽
150. ↑    - Wilson, Lead section
  - Gordon, "Bioethics", Lead section, § 3c. Animal Ethics
  - Holmes 2018, 317–319쪽
151. ↑  Holmes 2018, 333–334쪽
152. ↑    - Francione 2004, 115–116쪽
  - Yount 2007, 26쪽
153. ↑    - Gordon, "Bioethics", § 3d. Environmental Ethics
  - Sandler 1998, 105–106쪽
  - Brennan & Lo 2022, Lead section
154. ↑    - Brennan & Lo 2022, § 1. Introduction: The Challenge of Environmental Ethics
  - Gordon, "Bioethics", § 3d. Environmental Ethics
155. ↑    - Gordon, "Bioethics", § 1. Preliminary Distinctions, § 3d. Environmental Ethics
  - Cochrane, § 2. Radical Ecology
  - Smith 2018, 36쪽
  - Roser & Seidel 2016, i쪽
156. 1 2    - Rendtorff 1998, 365–366쪽
  - Dittmer, § 2. Business Ethics
157. ↑    - Dittmer, § 2. Business Ethics
  - Rendtorff 1998, 365–366쪽
158. ↑    - Airaksinen 1998
  - Dittmer, § 5. Professional Ethics
159. ↑  Airaksinen 1998, 617–620쪽
160. ↑  Catalano 2022, 17쪽
161. ↑  Parker & Evans 2007, 22–23쪽
162. ↑    - Medvecky & Leach 2019, 35쪽
  - Mentan 2022, 280쪽
  - Patching & Hirst 2013, 69쪽
163. ↑    - Kvalnes 2023, 101, 105쪽
  - Christians 2005
164. ↑    - ten Have & Patrão Neves 2021, 633쪽
  - Elrod & Smith 2005
165. ↑  Braunack-Mayer, Street & Palmer 1998, 321–322쪽
166. ↑    - Braunack-Mayer, Street & Palmer 1998, 323–326쪽
  - Robson & Tsou 2023, 16–17쪽
167. ↑    - Tzafestas 2015, 2쪽
  - Mitcham 2022, 101쪽
168. ↑    - Frowe 2021, Lead section
  - Lazar 2020, Lead section, § 3. Jus Ad Bellum, § 4. Jus in Bello
  - Sorabji & Rodin 2007, 2–3쪽
169. ↑    - Wolfendale 2007, 47–78쪽
  - Baumann 2007, 34–35쪽
170. ↑  Fotion 1998, 121, 123–124, 126쪽
171. ↑    - Hall & Sabl 2022, 1–2쪽
  - Gay 2006, 189쪽
172. ↑  Maxwell 2023, 609–610쪽
173. ↑  Boonin 2022, 1쪽
174. ↑    - Schroeder 2021, Lead section
  - Hirose & Olson 2015, 1–2쪽
  - Grenz, Guretzki & Nordling 2010, 18쪽
175. ↑    - Smith & Thomas, Lead section
  - Schroeder 2021, Lead section
  - Hirose & Olson 2015, 1–2쪽
176. ↑    - Schroeder 2021, § 2.1 Intrinsic Value
  - Zimmerman & Bradley 2019, Lead section
177. ↑    - Schroeder 2021, § 2.2 Monism/Pluralism
  - Zimmerman & Bradley 2019, § 1. What Has Intrinsic Value?
  - de Bres 2014, 336–338쪽
178. ↑    - Schroeder 2021, Lead section
  - Cowan 2020, 17–18쪽
  - Stecker 2010, 525–526쪽
179. ↑  Hirose & Olson 2015, 1–2쪽
180. ↑  Kupperman 2005, 73–74쪽
181. ↑    - Calida 2022, 77–79쪽
  - Grenz, Guretzki & Nordling 2010, 18쪽
182. ↑    - Crisp 2005, 200–201쪽
  - Alexander & Moore 2021, § 1. Deontology's Foil: Consequentialism
  - Schroeder 2021, § 3. Relation to the Deontic
183. ↑    - Skelton 2022, § 4. Ross's Distinctive Moral Framework: The Right and the Good
  - Simpson, § 6. Ross's Ethical Theory: Main Components and Principles
184. ↑    - Doris 외. 2020, Lead section, § Introduction: What Is Moral Psychology?
  - Thoma 2015, 230–231쪽
  - Rudy-Hiller 2022, 509쪽
185. ↑  Puka, Lead section, § 1. What It Is
186. ↑    - Linn 1994, 330쪽
  - Eysenck 2004, 586–588쪽
187. ↑    - Meyer 2023, Abstract, lead section
  - Matsuba, Murzyn & Hart 2011, 181–182쪽
188. ↑    - Schroeder, Lead section
  - Mesoudi & Danielson 2008, 229–230쪽
  - Rice 2009, 153쪽
189. ↑    - Rice 2009, 153쪽
  - Post 2011, 118쪽
190. ↑    - Monsó, Benz-Schwarzburg & Bremhorst 2018, 283쪽
  - Fitzpatrick 2017, 1151–1152쪽
191. ↑    - Sims 2017, 6쪽
  - Barsh & Lisewski 2013, 29쪽
  - Sulmasy & Sugarman 2010, 11쪽
  - Pera & Tonder 2005, 7쪽
  - Kagan 1998, 7–10쪽
192. ↑    - Sulmasy & Sugarman 2010, 11쪽
  - Pera & Tonder 2005, 7쪽
  - Funk 2021, 175쪽
193. ↑    - Abelson & Nielsen 2006, 394쪽
  - Norman 2005, 622쪽
194. ↑    - Brandon 1975, 474쪽
  - Ortiz 2020, Preface
  - Karenga 2004, 175–176쪽
  - Armour 2001, 134쪽
195. ↑  Lipson & Binkley 2012, 80쪽
196. ↑  Doniger 2010, 103쪽
197. ↑    - Perrett 2016, Indian Philosophy: A Brief Historical Overview, The Ancient Period of Indian Philosophy
  - Pappu 2013, 400쪽
  - Sinha 2014, 81–82쪽
198. ↑    - Thapar 1978, 48쪽
  - Grayling 2019, Indian Philosophy
  - Dalai Lama 2007
199. ↑    - Dynes 2016, 60쪽
  - Littlejohn, § 2. Classical Sources for Our Understanding of Daoism
200. ↑    - Littlejohn, § 1b. Confucius (551-479 B.C.E.) of the Analects, § 1e. The Daodejing
  - Boyd & Timpe 2021, 64쪽
  - Slingerland 2007, 77쪽
  - Junru 2019, 87쪽
201. ↑  Dehsen 2013, 178쪽
202. ↑    - Norman 2005, 623쪽
  - Abelson & Nielsen 2006, 394–396, 398쪽
203. ↑  Dehsen 2013, 156쪽
204. ↑    - Norman 2005, 623쪽
  - Abelson & Nielsen 2006, 396–398쪽
205. ↑  Dehsen 2013, 13쪽
206. ↑    - Norman 2005, 623쪽
  - Abelson & Nielsen 2006, 397–398쪽
207. ↑    - Norman 2005, 623쪽
  - Abelson & Nielsen 2006, 399–400쪽
  - Grayling 2019, § Epicureanism, § Stoicism
208. ↑    - Norman 2005, 623쪽
  - Abelson & Nielsen 2006, 401쪽
209. ↑  Dehsen 2013, 185쪽
210. ↑    - Norman 2005, 623쪽
  - Abelson & Nielsen 2006, 403–404쪽
211. ↑  Dehsen 2013, 63쪽
212. ↑  Dehsen 2013, 19쪽
213. ↑    - Mattila 2022, 2쪽
  - Sajoo 2008, 60쪽
214. ↑  Dehsen 2013, 175쪽
215. ↑  Dehsen 2013, 160쪽
216. ↑    - Ranganathan, 1. Rāmānuja's Life and Works
  - Sydnor 2012, 20쪽
217. ↑    - Dalal 2021, Lead section
  - Ranganathan, Lead section, § 4b. Rāmānuja's Soteriology
  - Grayling 2019, Indian Philosophy
  - Dalal 2010, 465쪽
218. ↑  Dehsen 2013, 88쪽
219. ↑    - Norman 2005, 624쪽
  - Abelson & Nielsen 2006, 404–406쪽
220. ↑  Dehsen 2013, 91쪽
221. ↑    - Norman 2005, 624쪽
  - Abelson & Nielsen 2006, 408–409쪽
222. ↑  Dehsen 2013, 105쪽
223. ↑    - Norman 2005, 625쪽
  - Abelson & Nielsen 2006, 410–412쪽
224. ↑  Dehsen 2013, 82쪽
225. ↑    - Norman 2005, 625쪽
  - Abelson & Nielsen 2006, 414–415쪽
226. ↑  Dehsen 2013, 110쪽
227. ↑    - Cuneo 2020, Teleological Suspension of the Ethical
  - Gellman 1994, 45쪽
228. ↑  Dehsen 2013, 144쪽
229. ↑    - Leiter 2021, § 1.1 Scope of the Critique: Morality in the Pejorative Sense
  - Bailey 2013, 147쪽
230. ↑  Dehsen 2013, 25쪽
231. ↑  Dehsen 2013, 132쪽
232. ↑    - Norman 2005, 624–625쪽
  - Abelson & Nielsen 2006, 412–414쪽
233. ↑  Bergoffen & Burke 2023, Lead section, § 5. The Ethics of Ambiguity: Bad Faith, the Appeal, the Artist
234. ↑  Norman 2005, 626쪽
235. ↑  Bunnin & Yu 2009, 443쪽
236. ↑    - Norman 2005, 626쪽
  - Abelson & Nielsen 2006, 418–419쪽
237. ↑  Bunnin & Yu 2009, 294쪽
238. ↑    - Norman 2005, 626쪽
  - Abelson & Nielsen 2006, 429–430쪽
239. ↑  Bunnin & Yu 2009, 406쪽
240. ↑  Bunnin & Yu 2009, 504쪽
241. ↑    - McDonald 2017, 95–96쪽
  - Lazari-Radek & Singer 2017, 282–283쪽
242. ↑  Bunnin & Yu 2009, 737쪽
243. ↑    - Chappell & Smyth 2023, § 5. Internal and External Reasons
  - Kriegel 1999, 281–292쪽
244. ↑    - Bunnin & Yu 2009, 262쪽
  - Norman 2005, 627쪽
245. ↑  Bunnin & Yu 2009, 589쪽
246. ↑    - Das 2021, 118–119쪽
  - Wenar 2021, § 4. Justice as Fairness: Justice Within a Liberal Society
247. ↑  Bunnin & Yu 2009, 620쪽
248. ↑  Bunnin & Yu 2009, 296쪽
249. ↑  Abelson & Nielsen 2006, 421–422쪽
250. ↑  Dehsen 2013, 168쪽
251. ↑  Bunnin & Yu 2009, 74쪽
252. ↑    - Abelson & Nielsen 2006, 426–428쪽
  - Bergoffen & Burke 2023, Lead section, § 5. The Ethics of Ambiguity: Bad Faith, the Appeal, the Artist
253. ↑    - Norlock 2019, Lead section
  - Imafidon 2015, 211쪽